# 美國購買格陵蘭的提議

標示美國(橙色)及格陵蘭(綠色)位置的地圖。

自19世紀以來，美國曾多次考慮並嘗試從丹麥購買格陵蘭島，誠如1917年購買丹屬西印度群島那樣。威廉·H·蘇厄德、歐文·布魯斯特、納爾遜·洛克菲勒、詹姆斯·F·伯恩斯、帕特里克·布坎南、唐納·川普等人都不同程度地主張吞併。其中特朗普于其总统第一任期内的2019年和第二任期内的2025年均开启讨论购买该岛的问题，并被视为其美国扩张主义政策的一部分。
雖然格陵蘭島仍然是丹麥王國的一個自治領土，但格陵兰和丹麦当局已公开主张格陵兰的自决权，并表示格陵兰“不可出售”。许多格陵兰人支持独立，而大部分丹麦人认为与格陵兰的历史联系是丹麦民族认同不可分割的一部分。
長期以來，美國一直認為控制格陵蘭島對其自身防禦至關重要。1886年至1909年，美國單方面聲稱對格陵蘭島部分地區擁有主權，但在外交談判後同意放棄此主張。20世紀初，美國將格陵蘭島列為歐洲在西半球的幾塊領地之一，並計劃在美國本土受到威脅攻擊時先發制人地奪取並加強防禦。第二次世界大戰期間，美國援引門羅主義軍事佔領格陵蘭島，並在丹麥投降後阻止納粹德國使用格陵蘭島。次年，两国成为北约军事联盟的成员国。1951年的一项条约赋予美国在格陵兰防御中发挥重要作用的权利，而位于格陵兰西北部的图勒军事基地（现称为皮图菲克太空基地）于1953年开始建设。美国军方亦频繁参加格陵兰海域的北约演习。

## 格陵蘭島概况

### 政治地位

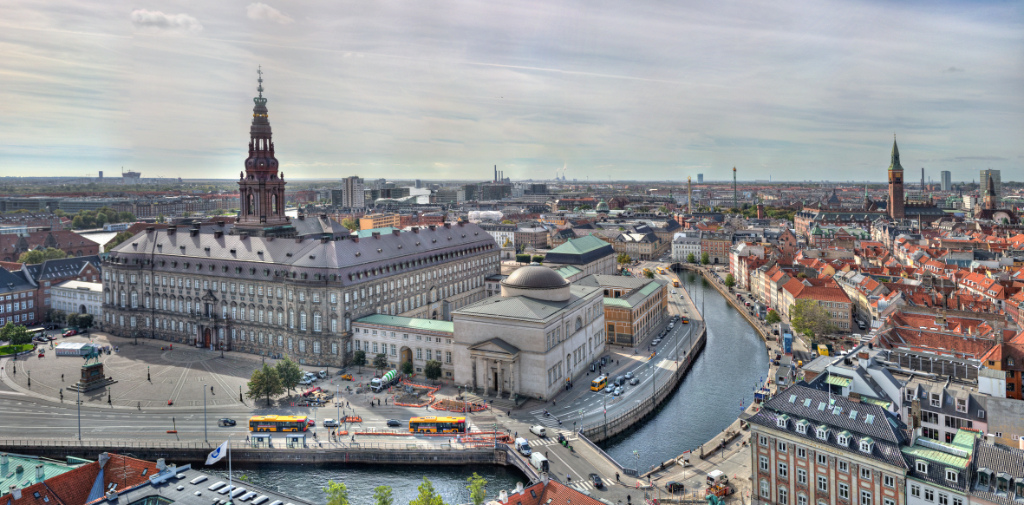
哥本哈根的克里斯蒂安堡宫是丹麦议会所在地，格陵兰的外交、国防和安全政策均在此制定

格陵兰是丹麦王国的一个自治领土。1953年，丹麦正式将当时的格陵兰殖民地并入王国。格陵兰政府对格陵兰的经济、社会服务和基础设施等内部事务拥有权力，而丹麦则负责该岛的外交、国防、公民身份、货币和货币政策。丹麦最高法院是终审上诉法院。
根据2009年《自治法》，在格陵兰举行全民公投并得到丹麦议会批准后，格陵兰随时可能独立。其他人士对此提出质疑，认为需要修改丹麦宪法。丹麦对格陵兰拥有主权；不存在私人土地所有权。任何允许独立的协议都会将主权从丹麦移交。格陵兰政府于2024年2月宣布独立是其目标，预计独立将成为2025年4月格陵兰大选中最重要的议题。由于格陵兰是前殖民地，一些评论家认为，根据国际法，格陵兰拥有与2009年法律无关的自决权，可以单方面宣布独立。
对于格陵兰岛的未来，丹麦政府的立场是由格陵兰人自己决定，丹麦将尊重格陵兰岛的独立公投。2017年，丹麦政府勉强同意资助格陵兰岛的两座新机场，取代潜在的中国投资者，尽管该岛寻求的投资被视为为独立做准备。格陵兰让丹麦在北极地区发挥了作用；其是北极理事会的成员，也是五个北极沿岸国家之一，以及《伊卢利萨特宣言》的签署方。
冰岛学者古德蒙杜尔·阿尔弗雷德森表示，格陵兰应该将丹麦视为竞争对手之一，美国或加拿大也可能提供更多资金。格陵兰大学的拉斯穆斯·利安德·尼尔森表示，格陵兰人从1980年代开始就讨论在独立后与丹麦建立自由联系条约，也有人建议与美国签订COFA。几个人口规模与格陵兰相近的太平洋国家均已签订该条约；现任格陵兰外交部长米尼瓜克·克莱斯特于2006年访问隶属于新西兰的库克群岛。

### 防务

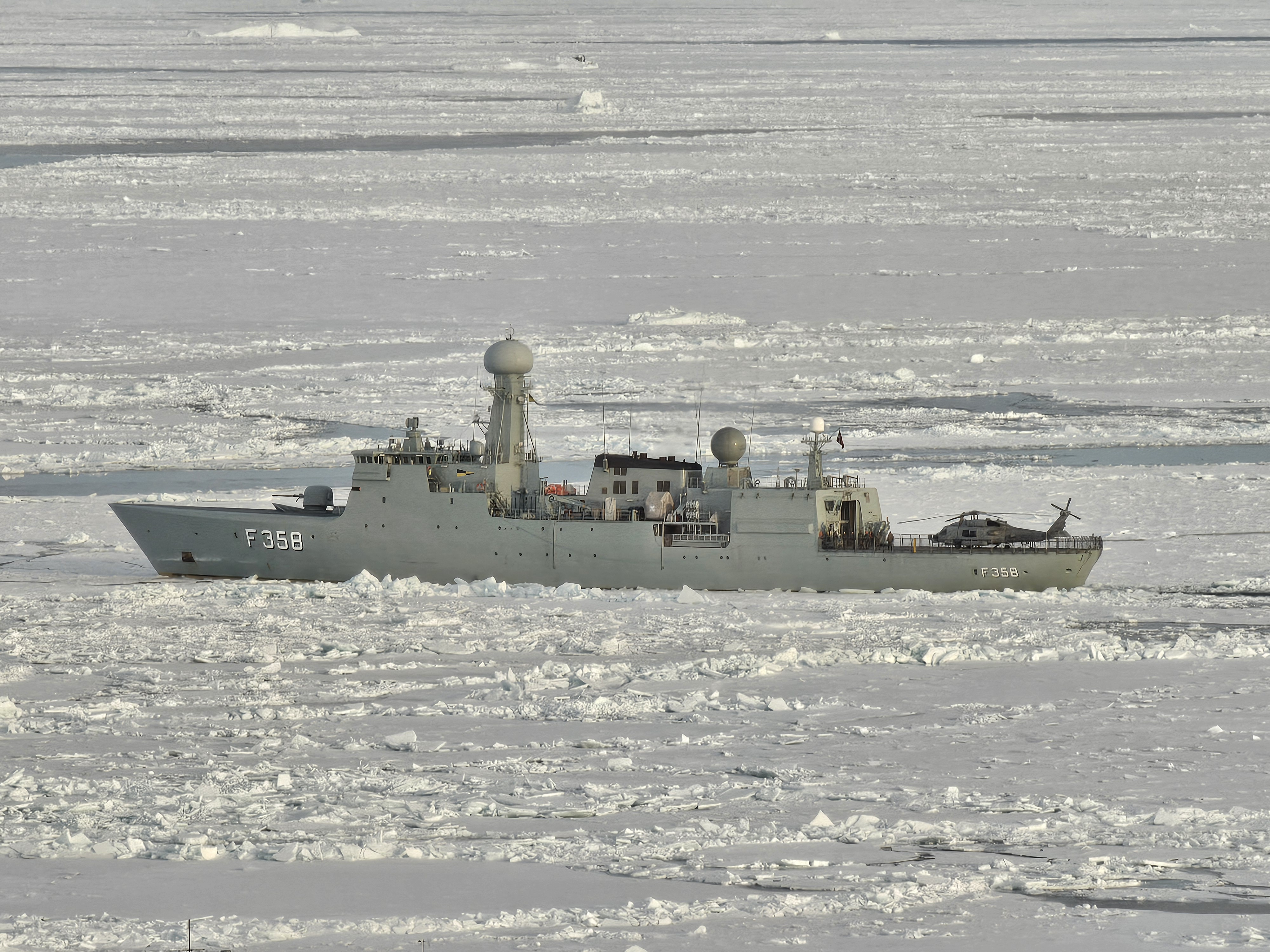
位于格陵兰岛海岸附近的一艘丹麦皇家海军护卫舰

格陵兰不设有自己的军队。作为丹麦领土，丹麥國防軍负责格陵兰的防务，该岛位于北约军事联盟监管的区域内。联合北极司令部是负责格陵兰的丹麦军事部门。2020年，丹麦北极司令部有四艘船、四架直升机、一架海上巡逻机和六支雪橇队在该岛巡逻。丹麦军队在努克、康埃卢苏阿克、达讷堡、诺尔、梅斯特斯维、格伦内达尔设有人员驻扎，并在图勒空军基地设有联络支队。由于格陵兰的存在，丹麦是少数在美国战略司令部总部内布拉斯加州奥佛特空军基地设有联络官的国家之一。2019年，丹麦宣布将再花费15亿克朗用于监视格陵兰。2024年12月，丹麦宣布计划在格陵兰岛加强军事部署，增加人员、巡逻舰、远程无人机，并升级机场以容纳丹麦军方的F-35战斗机。此前，美国要求丹麦增加国防开支，包括第一届特朗普政府任内。
特朗普第一届政府时期的美国国家安全委员会参谋长亚历克斯·格雷表示，丹麦人“明白他们没有能力在格陵兰独立后保卫格陵兰”。丹麦现役军队规模小于纽约警察局。美国在1951年与丹麦签订的条约中“接受防御任何针对格陵兰岛的袭击的法定义务”。美国自二战以来就在当地设有军事基地，是北约中规模最大的军队。1951年的《格陵兰防御协议》允许美国保留其在格陵兰岛的军事基地，并在北约认为必要时建立新的基地或“防御区”。美国军方可以自由使用和在防御区之间移动，但不得侵犯丹麦在格陵兰岛的主权。该条约赋予美国对图勒、松德雷斯特罗姆和纳沙斯瓦克防御区的永久管辖权。截至2025年，美国在格陵兰的唯一军事基地是皮图费克太空基地（原图勒空军基地）。2004年的伊加利库协议规定，图勒空军基地是美国在格陵兰的唯一防御区，美国必须将任何拟议的变更通知丹麦和格陵兰。因此，未经丹麦和格陵兰同意，美国不得增加军事部署。然而，美国的部署有助于确保丹麦对该岛的权威，并使其在国防上花费更少，同时避免外国军队进入丹麦领土，这一交易被称为“格陵兰地图”（Greenland map）。在夏季，纽约空军国民警卫队第109空运联队还使用康埃卢苏阿克机场将科学家和物资空运到格陵兰各地的研究站。
格陵兰政府曾表示，他们寻求以独立国家的身份加入北约，欢迎美国日益增加的关注，并且如果该岛能从就业和基础设施投资中受益，他们不反对美国的军事存在。

### 经济
截至2021年，格陵兰岛的年GDP为30亿美元，仅为美国的0.007%。预计到2040年，其劳动年龄人口将下降16%。截至2017年，丹麦是格陵兰岛最大的贸易伙伴，接收该岛55%的出口并提供63%的进口。截至2023年，丹麦每年向格陵兰岛提供56亿克朗的补贴，高于2009年的36亿克朗。该岛最大的私营产业是渔业。该岛占地2,166,086平方公里，拥有丰富的自然资源，包括铀、稀土矿物以及估计500亿桶的海上石油和天然气。然而，格陵兰岛仅有一座正在运营的矿山，基础设施很少；该地拥有一座商业国际机场，且17个城镇没有道路连接。一位居民表示，从努克飞往280英里（450）外的卡科尔托克，需要花两天时间乘坐两架飞机，而且比飞往哥本哈根还要贵。
43%的格陵兰人为政府工作人员，而美国这一比例为15%。该岛的人均可支配收入是北极地区除俄罗斯以外最低的，不到美国阿拉斯加州的三分之一，然而阿拉斯加原住民的预期寿命极低，为68岁，远低于格陵兰岛的格陵兰原住民，这表明阿拉斯加通过采矿和国防合同产生的财富并未惠及阿拉斯加的原住民。丹麦投资者在格陵兰岛几乎没有存在感，尽管有五分之一的格陵兰人居住在丹麦。丹麦已经将原材料的控制权交给该岛，因此对其资源不感兴趣。该岛拥有世界上最大的钕矿床之一，位于纳萨克附近，但因纽特人没有采矿历史，因此需要外来工人。因纽特人共同体以生态平台赢得2021年格陵兰大选，该平台反对该矿床的开发并终止碳氢化合物和铀矿勘探。该禁令还适用于任何含有一定量金属的矿物，阻止了能源转型矿产公司自2009年以来在纳萨克附近的克瓦内湾进行非铀矿勘探。
尽管格陵兰官员已经与数十家加拿大和澳大利亚矿业公司接洽，但许多公司仍犹豫不决。科瓦内湾争端可能会阻止政府同样欢迎的美国投资者。由于缺乏基础设施，所有采矿项目均是未开发土地，投资者需要修建新的道路、港口和发电厂。截至2025年3月，该岛仅有两座活跃的矿山：一座是正在委托开采的金矿，另一座是Lumina可持续材料公司拥有的斜长岩矿。一座红宝石矿在宣告破产后于2024年关闭。彭博社的哈维尔·布拉斯在2025年写道：“围绕格陵兰和大宗商品的夸张说法已有50年历史”，并指出该岛从未生产过任何石油，开采铁矿石的尝试以破产告终。大多数可能的矿点位于北极圈以北；北极圈以南的矿点大多规模较小，但坦布里兹是例外。截至2023年，美国仅进口了价值1.9亿美元的稀土；如果价格上涨，从美国和其他矿床获取稀土将比从格陵兰岛获取更容易。布拉斯敦促美国将重点放在非洲铜带和其他更重要的地方。
Lumina首席执行官布莱恩·汉拉汉表示“投资格陵兰岛并非易事”，并指出斜长岩矿比他之前负责监管的全球270个矿场中的任何一个都要复杂。2014年的一份报告指出，要取代丹麦的补贴，需要24个大型项目，每个项目耗资50亿克朗，每两年启动一个项目。由于这些项目没有投资者，这份由13位学者撰写的报告称，格陵兰岛至少25年内仍将依赖补贴来维持其福利制度。其中一位作者米尼克·托莱夫·罗辛在 2025年表示情况没有改变：“即使矿产资源开发速度不切实际，也不可能在近期取代丹麦每年一半以上的拨款”。

## 美国的购岛目标

### 保卫美国本土
美国购买格陵兰岛将使美国控制一个认为对其防御至关重要的岛屿。路透社于2020年10月将格陵兰岛描述为美国及其盟友的“安全黑洞”，并表示其27,000英里（43,000）的海岸线难以监控。该通讯社报道称：“自2006年以来，外国船只曾多次意外或未经必要协议出现在北约成员国丹麦想要保卫的水域”。发现包括俄罗斯潜艇在内的外国船只往往是偶然的。潜在的安全威胁是俄罗斯船只被认为有能力在冲突期间窃听或切断海底电缆。
兰德公司在2021年的一项研究中表示，人们担心如果格陵兰脱离丹麦而独立，“可能会被引诱到俄罗斯或中国的势力范围内”。2025年，丹麦国际问题研究所的拉斯穆斯·辛丁·松德加德表示，美国对格陵兰的安全担忧是合理的，而丹麦一直未能充分保护格陵兰的安全。俄罗斯在北极的陆地作战能力远强于美国，格陵兰可能容易受到入侵。

#### 控制GIUK缺口
美国认为，控制GIUK缺口（格陵兰-冰岛-英国缺口）对美国东部的海上防御至关重要，而畅通无阻地进入格陵兰岛是控制缺口的必要条件。美国的战时优先事项是“关闭缺口”，或阻止敌方海军离开挪威海并接近美国。1957年，美国领导了历史上规模最大的和平时期海军演习“反击演习”，重点是阻止咄咄逼人的“橙色舰队”穿越缺口，这将通过数百艘军舰的海上封锁来实现 。在冷战的大部分时间里，关闭缺口的重要性在于防止苏联弹道导弹潜艇驶入华盛顿特区和纽约市的射程范围内。
随着苏联（以及后来的俄罗斯）导弹射程的提高，控制缺口的重要性逐渐降低，然而随着混合战争威胁的增加，控制缺口在21世纪初再次成为优先事项。俄罗斯增加了当地的海军活动，是其大幅扩大北极存在的一部分。该国亦加强了与中国的合作，而中国则希望建立冰上丝绸之路。北约每年都会举行北方维京演习，2024年，美国第六舰队、第一常備北約海上集群、冰岛警察和冰岛海岸卫队参与此次演习，重点是应对对缺口完整性的威胁。

#### 空中进近安全
美国认为格陵兰领空对于美国和加拿大的防空至关重要。美国要求丹麦对格陵兰岛进行更好的空域监视。2022年，兰德公司的一项研究建议将格陵兰岛纳入北美防空司令部，以缓解丹麦防空能力的不足。

#### 太空防御计划的稳定性
现代军事行动已趋向于依赖极地轨道卫星。据《太空新闻》在谈到格陵兰问题时称，“任何在极地轨道或太阳同步轨道上的卫星，例如关键通信、图像和气象监测星座中的卫星，都需要北极地面站来在每次旋转过程中进行持续的跟踪、遥测和控制”。美国在格陵兰的太空军基地皮图费克太空基地是美国仅有的两个可用的北极设施之一，另一个是阿拉斯加的净空太空军站。格陵兰独立后，皮图费克太空基地的潜在损失将使美国失去冗余，且据《太空新闻》报道，这将“对未来的冲突和轨道上的正常业务产生严重后果”。
2025年1月9日，美国众议员迈克·哈里多波洛斯发表声明，以太空安全为由支持美国收购格陵兰岛，并评论称“这是确保我们现在和未来国家安全的关键部分……美国不能在太空或北极地区做出哪怕一寸的让步”。此前，在2024年7月，美国陆军中将托马斯·卡登在评论军事太空资产的部署时将北极描述为“北美最短、防御最薄弱的威胁载体”。

#### 进攻基地
除了再次在格陵兰永久部署美国空军战斗机和轰炸机之外，美国亦有可能在当地部署远程导弹，类似于其在西欧的计划。

### 获取自然资源
美国可能获取大量的自然资源，包括石油和稀有矿产。美国地质调查局估计，该岛海上蕴藏着175亿桶原油和4.19万亿立方米天然气。该岛拥有中国以外最大的稀土元素储量。除南极洲外，地球上三分之二的淡水都被冻结在格陵兰岛，该岛的岩粉具有异常强大的土壤再生和直接从空气中捕获碳的能力。
专家预测，到2050年，全球5%的航运可能会使用北极航线。到2030年，气候变化可能会使北海航线成为第一条无冰航线，连接大西洋和太平洋，使获取格陵兰岛的资源更容易。西北航道比巴拿马运河短4,300英里（6,900），从美国东海岸到亚洲和从美国西海岸到欧洲的航程较经巴拿马运河短4天；这些航线占运河运输量的五分之三。第一艘商用船于2013年穿越该航道，节省20万美元；2024年将有10艘船穿越该航道，到21世纪末，该航道可能每年开放四个月。

### 领土扩张
特朗普对格陵兰岛的规模印象深刻，说道：“看看它有多大，太庞大了。它应该是美国的一部分。”在与他的安全顾问交谈时，他表示，收购该岛将是一笔较大的土地交易。
一旦格陵兰成为美国的一部分，美国将取代加拿大成为世界上面积第二大的国家，仅次于俄罗斯，亦将是美国历史上最大的领土收购，略大于路易斯安那購地。

## 历史

### 格陵兰岛的早期主权主张

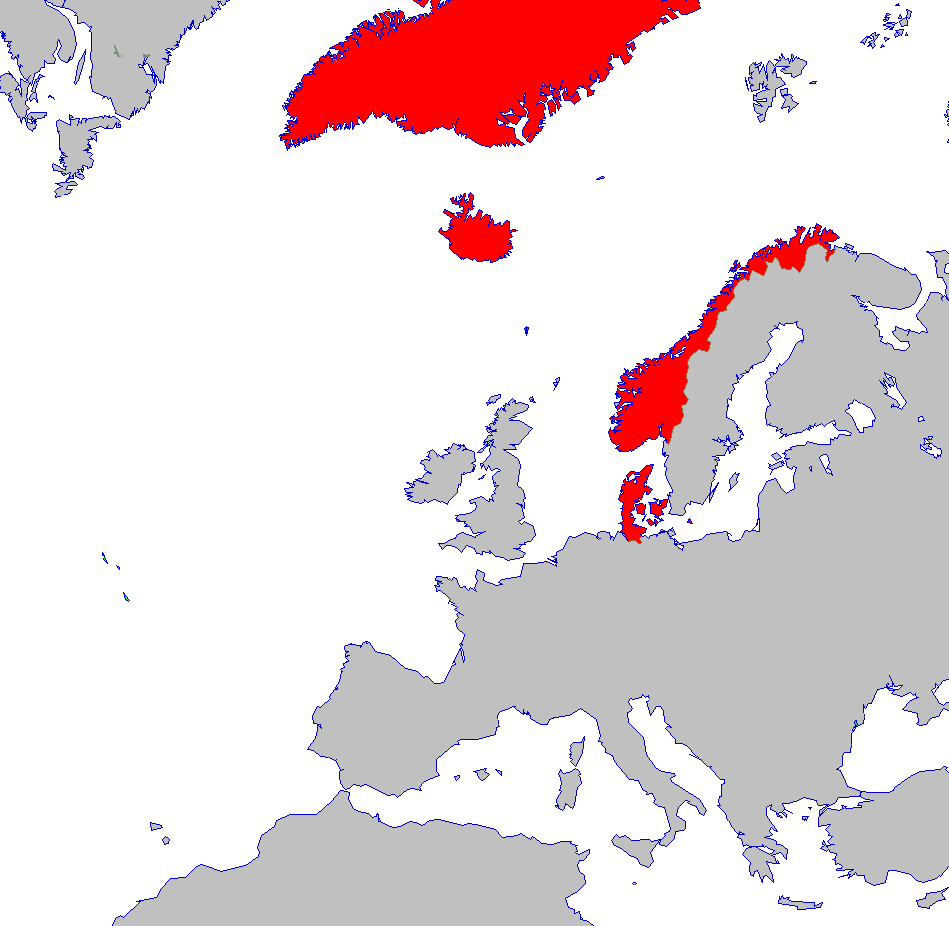
1780年的丹麦-挪威

自公元前2500年左右起，古爱斯基摩人便开始在格陵兰岛南部生活。诺斯人从公元10世纪开始在无人居住的格陵兰岛南部定居。1261年，格陵兰岛南部的诺斯人定居点接受了挪威人的统治。虽然这些殖民地在15世纪消亡，但在1537年丹麦和挪威王国合并后，丹麦-挪威继续宣称挪威对格陵兰岛的主权。自1721年开始，来自丹麦-挪威的传教士和商人开始重新殖民格陵兰岛南部。1775年，丹麦-挪威宣布格陵兰岛为殖民地。1814年丹麦和挪威分治时，根据《基尔条约》，丹麦保留对格陵兰岛的统治。丹麦于19世纪80年代开始试图殖民整个岛屿，并于1921年宣布对整个岛屿拥有主权。
美国本可以质疑丹麦对格陵兰岛的主权主张。1814年《基尔条约》签署时，格陵兰岛北部的大部分地区尚未绘制地图。在19世纪70年代初的北极星号远征探险中，美国人查尔斯·弗朗西斯·霍尔是第一个发现格陵兰岛西北部的外来人，比丹麦于1909年在西北部建立第一个永久定居点早了几十年。1886年至1909年间，美国人罗伯特·皮里是第一个探索格陵兰岛北部的外来人，并宣称大部分地区属于美国。
尽管签订了《基尔条约》，挪威长期以来一直使用该岛的东海岸，并反对丹麦1921年的声明。挪威表示，两国1924年达成的协议并不认可丹麦对整个岛屿的主权，并于1931年声称格陵兰岛东部为埃里克·雷德之地。1933年国际法院的一项裁决承认丹麦对整个岛屿的主权。挪威遵守了这项裁决，但在1940年代国民政府期间曾短暂重申其主权。

### 1867年提议

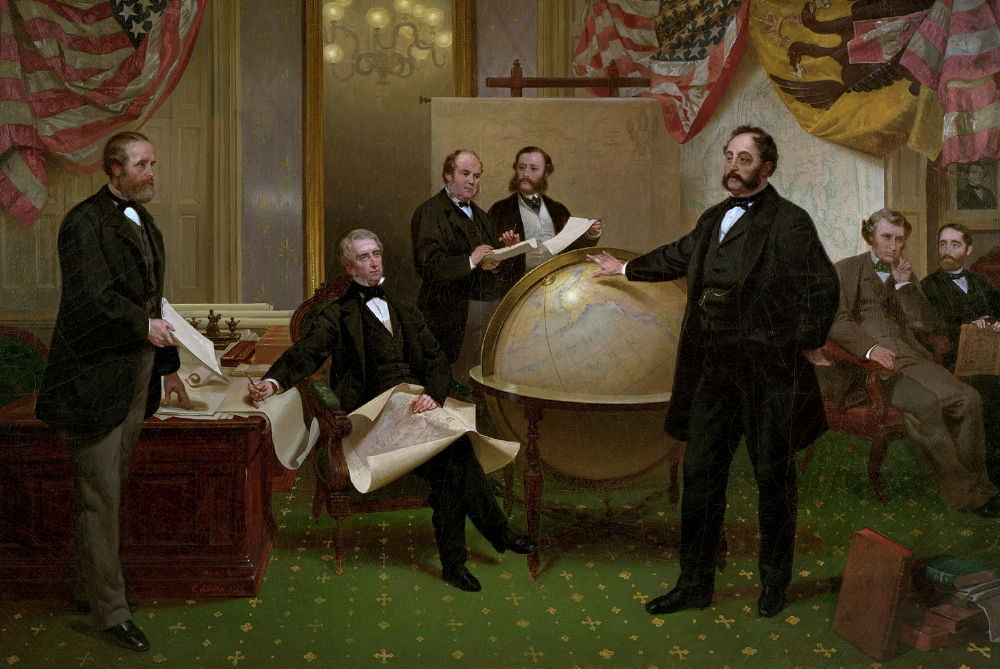
美国国务卿威廉·H·苏厄德（如图中间所坐位置）于1868年委托撰写了一份关于美国收购格陵兰岛可行性的报告。

1867年，美国国务卿威廉·H·苏厄德与俄罗斯帝国谈判阿拉斯加購地案。当年，他认为美国吞并格陵兰和冰岛的想法“值得认真考虑”。罗伯特·J·沃克和苏厄德一样，都是美国扩张主义的倡导者，他向苏厄德提交了一份美国海岸调查局的报告，这是国务卿要求的关于这两个岛屿的报告。政府于1868年公布《冰岛和格陵兰资源报告》。苏厄德希望鼓励美国人支持潜在的购买要约，因此该报告非常积极地描述格陵兰岛的“异常健康”和大量的鱼类、野味和矿物质。报告预测，吞并还将鼓励位于美国东西两边领土之间的加拿大加入美国。
据报道，1868年，国务卿以550万美元黄金从丹麦购买格陵兰岛和冰岛的谈判“接近完成”，但苏厄德并未提出任何报价，可能是因为国会没有批准收购丹属西印度群岛的条约。安德鲁·约翰逊总统在国会共和党人中非常不受欢迎，虽然苏厄德也是共和党人，但他与约翰逊的关系使得他的提议不太可能通过。

### 1910年提议
1910年，美国驻丹麦大使莫里斯·弗朗西斯·伊根在美国政府内部讨论了收购格陵兰岛的提议。根据伊根的朋友、丹麦“重要人士”的建议，美国将用棉兰老岛和巴拉望岛换取格陵兰岛和丹麦属西印度群岛；丹麦则用棉兰老岛和巴拉望岛换取北石勒苏益格。

### 丹属西印度群岛条约

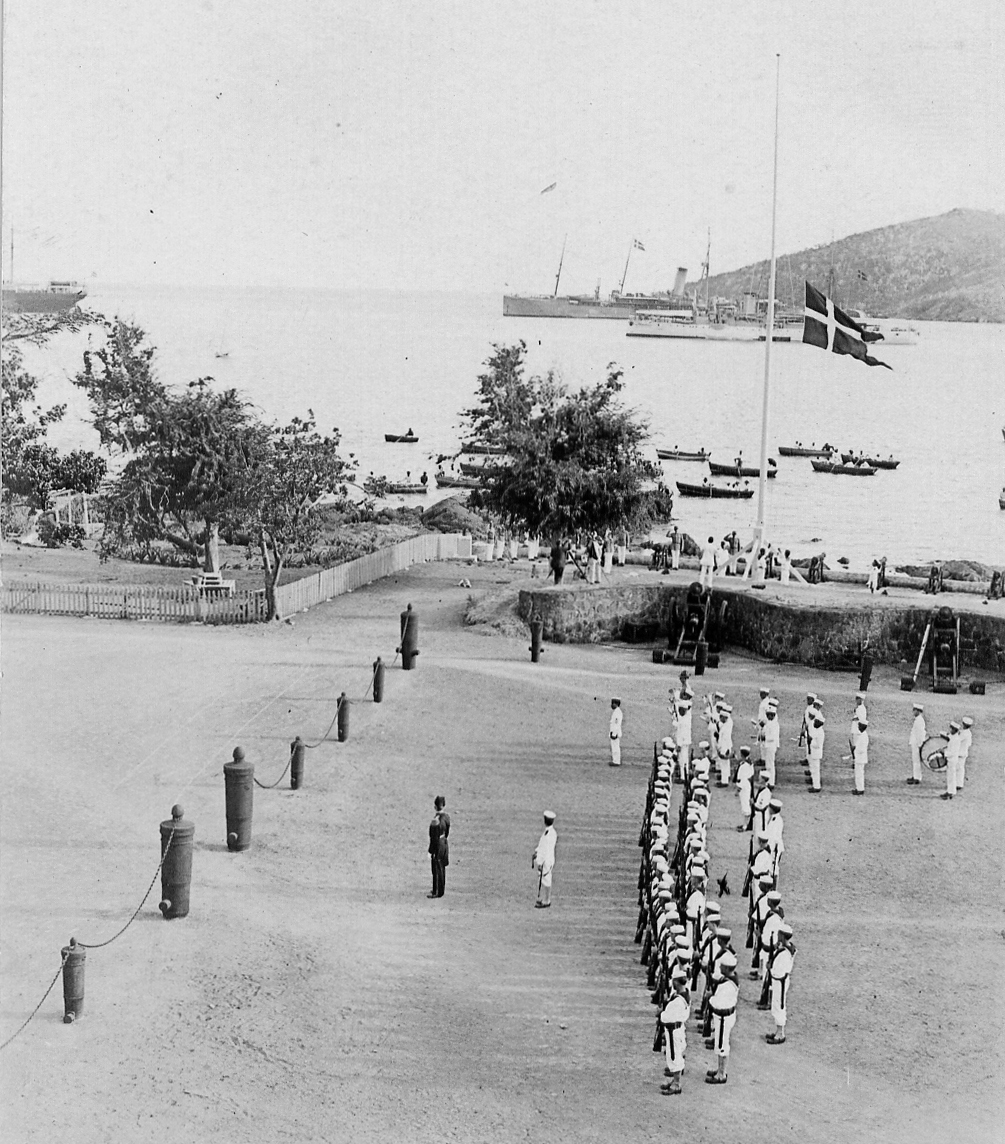
1917年美国占领丹属西印度群岛后，丹麦撤离圣克罗伊岛

1902年，美国再次试图购买丹属西印度群島，但由于丹麦议会没有通过条约而失败。第一次世界大战期间，美国再次计划购买丹麦西印度群岛。丹麦希望美国承认丹麦对整个格陵兰岛的主权。美国国务卿罗伯特·蓝辛提议将这两个问题结合起来。丹麦将丹属西印度群島出售给美国，后者更名为美属维尔京群岛，成为美国的一个非建制领土。条约签订后，蓝辛发表声明，确认美国“不会反对丹麦政府将其政治和经济利益扩展到整个格陵兰岛”。
约翰·道格拉斯·哈森在帝国战争会议上提议大英帝国为加拿大购买格陵兰岛，以阻止美国占领该岛。1917年，帝国战争内阁宣布，即使是友好国家占领格陵兰岛对帝国，尤其是加拿大来说也是不利的，帝国应该在可能的情况下从丹麦获得该岛的优先购买权。根据汤姆·霍伊姆的说法，英国于1917年从丹麦获得了优先购买权，尽管目前尚不清楚“霍伊姆对该文件的解释是否经得起法律审查”。
自1823年以来，美国一直以门罗主义反对外国在美洲扩张主权。兰辛的声明是该主义的一个例外，并影响了其他国家。1919年，丹麦要求其他国家承认其对格陵兰岛的主权。英国于1920年9月代表加拿大重申，在出售任何格陵兰岛之前应征求加拿大的意见；法国、日本、意大利和瑞典没有保留意见。美国正式反对该保留意见，并告诉英国“如果丹麦政府希望出售该领土，美国政府不会承认第三国政府拥有优先购买权，因此保留在未来考虑在有具体转让提议的情况下可能采取的立场”。丹麦于1921年正式宣布对整个格陵兰岛拥有主权。1931年，挪威再次提出对埃里克红之地的主权要求，但两年后，常设国际法院作出不利于挪威的裁决，认定该项主权要求已于1814年转移至丹麦。
皮里鼓励美国宣称对格陵兰岛拥有主权，他认为不这样做就违反门罗主义。他希望购买该岛以获得矿产资源，同时随着空中和海上技术的进步，他还指出应避免外国基地威胁美国。第一次世界大战期间，美国认为获得丹麦西印度群岛以保卫巴拿马运河更为重要，但在20世纪20年代，主张扩大美国空军力量的比利·米切尔将军希望在格陵兰岛和冰岛建立美国基地。

### 第二次世界大战
1939年，美国国务卿科德尔·赫尔的工作人员建议他不要提出购买格陵兰岛。美国战争部长哈利·H·伍德林表示，该岛距离美国的海上或空中航线偏远。然而，不到一年，1940年4月9日德国入侵丹麦，让美国政府意识到皮里关于格陵兰岛对美国北极政策的重要性的判断是正确的。二战前，该岛是彩虹四号计划的一部分。彩虹四号计划是一项应对北美被围困的应急计划，该计划中美国同时遭到各个大国从各个方向的攻击。在彩虹四号计划中，美国军队将先发制人地夺取西半球的所有荷兰、丹麦和法国领地（包括格陵兰岛），并在当地驻扎，在美国周围形成防御圈。德国征服丹麦后，对格陵兰岛有了强有力的合法主权要求。英国和加拿大也是潜在的外国占领者。
由于该岛靠近北美大陆，且是唯一已知的冰晶石重要产地，再加上德国在北大西洋天气战期间试图利用该岛，美国首次将门罗主义应用于北大西洋的欧洲殖民地。美国派遣武装的美国海岸警卫队人员从北地号登陆并占领格陵兰。登陆前，海岸警卫队队员正式退役，并重组为一支“志愿者”部队，以实现一种擬制，避免美国入侵该国的指控。其原因是美国是中立国，丹麦政府不同意登陆格陵兰。1941年4月9日，赫尔和丹麦驻美国大使亨利克·考夫曼签署《格陵兰防御协议》。美方表示，保卫格陵兰符合门罗主义和1940年哈瓦那法案。美国陆军于1941年7月开始建造布鲁伊西部一号，是数个基地中的第一个。考夫曼的行为未经政府同意，政府认为该协议无效并召回考夫曼。后来考夫曼留在美国，战后丹麦政府再次承认“好叛徒”为驻丹麦大使。

### 战后试图遣离美军
战争结束时，丹麦预计美军将撤离格陵兰，但美国表示无意撤离，丹麦对此感到意外。在接下来的几年里，丹麦官员试图说服美国撤离该岛，但没有成功。据杰伦·范东根称，随后两国关系紧张，因为尽管丹麦有意愿，但“丹麦显然无法强迫美国撤离格陵兰”，也没有任何手段阻止美国进入该领土。
1948年春，丹麦放弃劝说美国撤离。丹麦贸易部长延斯·奥托·克拉格在日记中写道，该国加入北约的部分原因是，由于“美国事实上部分占领格陵兰（我们无力阻止）”将导致苏联将丹麦视为美国盟友，因此丹麦应该从这种关系中受益。一些丹麦人希望，作为北约成员国，加上丹麦是盟友，美国将多边讨论格陵兰问题或撤离基地，但并未发生。

### 1946年提议

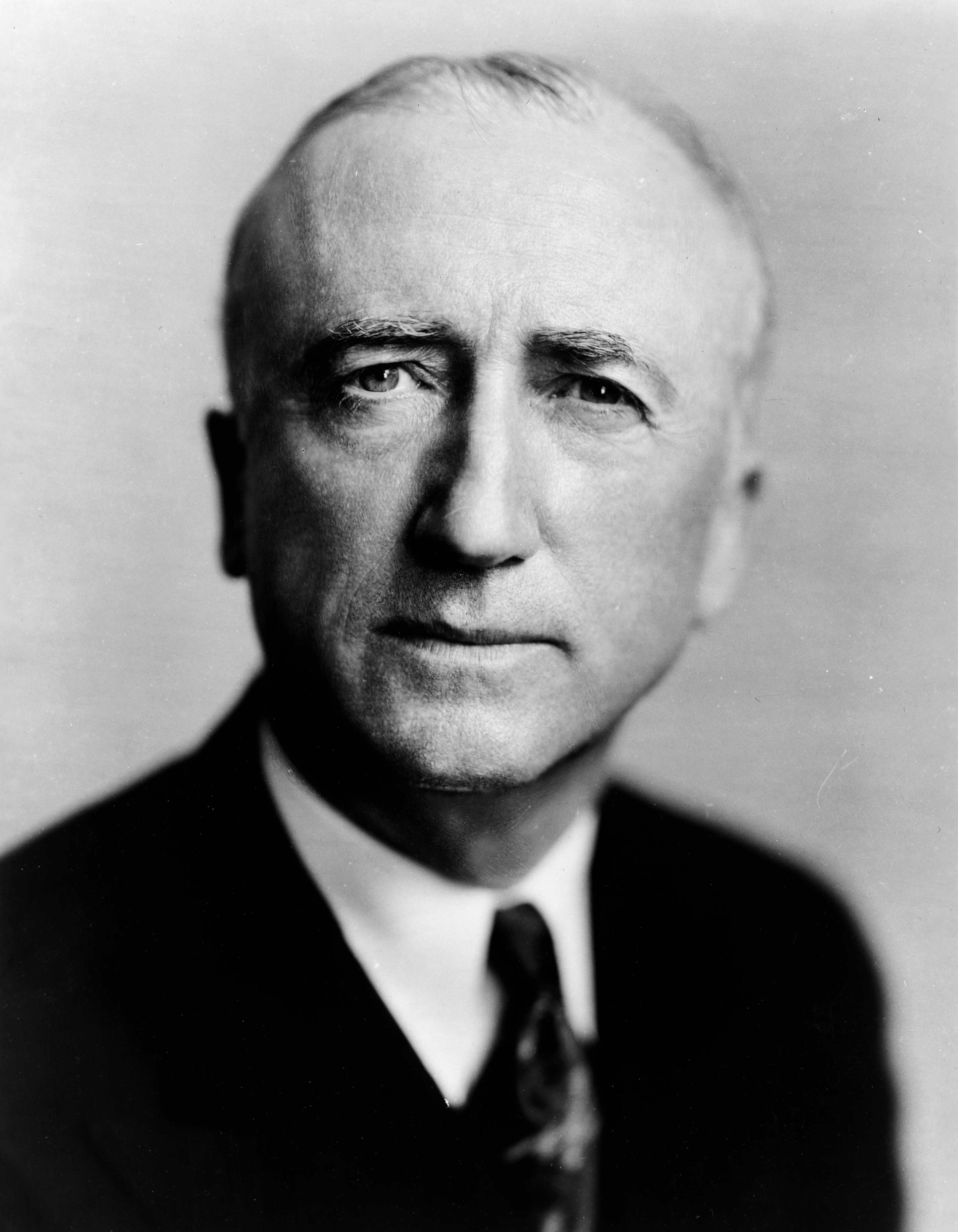
1946年，美国国务卿詹姆斯·F·伯恩斯向丹麦提出以1亿美元换取格陵兰岛

1946年，美国参谋长联席会议将格陵兰和冰岛列为美国军事基地三个重要国际地点中的两个。北约成立时，这两个岛屿对美国和加拿大的防御比一些西欧国家更为重要；格陵兰位于华盛顿和莫斯科之间最短的极地航线上，大约位于两座城市中间。
1946年，美国向丹麦提出以1亿美元（相当于现时的10亿美元）的金条收购格陵兰岛。美国参议员欧文·布鲁斯特于1945年11月表示，他认为购买该岛是“军事上的需要”。参谋长联席会议的规划和战略委员会于1946年4月确定，收购这一“对丹麦毫无价值”的岛屿对美国至关重要。
美国国务院的威廉·C·特林布尔认为，虽然“丹麦很少有人真正对格陵兰岛有经济、政治或金融方面的兴趣”，但拥有格陵兰岛将为美国提供在北极对美国对手发动军事行动的集结地。他提出了1亿美元的价格，并讨论了阿拉斯加巴罗角土地的替代方案。如果阿拉斯加交易成功，从1967年开始，丹麦将从普拉德霍湾油田中受益，此为美国历史上最丰富的石油发现。1946年12月14日，美国国务卿詹姆斯·F·伯恩斯在丹麦外交部长古斯塔夫·拉斯穆森访问美国时递交一份备忘录，提出了1亿美元的报价。
备忘录阐述了美国对考夫曼于1941年达成的非正式协议的立场，该协议规定美国军队驻扎在格陵兰岛。备忘录提出了三种方案：1941年协议的两种变体——租用格陵兰岛现有的美国基地99年，或美国完全接管该岛的防御工作——或购买格陵兰岛。美国更倾向于购买该岛，并认为这样做对丹麦更有利，因为这将避免对丹麦领土上的美国基地的批评，并节省丹麦支持格陵兰岛的成本。美方告诉丹方称，出售“将是最干净利落和令人满意的”。
伯恩斯就此表示：“我们的需求……似乎让拉斯穆森感到震惊”。该备忘录确实让这位丹麦人感到惊讶；当时有传言称美国想要购买格陵兰岛，但丹麦政府的立场是美国将撤军，因为1941年考夫曼协议中规定，该协议将保持有效，“直到达成协议，结束对美洲大陆和平与安全的当前威胁”。丹麦政府明白，威胁是世界大战；且不知道美国认为这还包括来自苏联的战后威胁。该条款被称为考夫曼协议的“第十条”，规定双方必须同意终止该协议。
拉斯穆森拒绝了上述三个选择，并返回丹麦。他告诉美国驻丹麦大使约西亚·马维尔，“虽然我们欠美国很多，但我不觉得我们欠他们整个格陵兰岛”。美国的提议令拉斯穆森感到惊讶，因为考夫曼的言辞含糊其辞，他和一位美国国务院的朋友主张美国在格陵兰驻军，但没有完全告知丹麦政府。考夫曼在他的报告中尽量淡化美国众议院提出的接管或购买提议的重要性，称美国政府认为这个想法很荒谬，但事实并非如此。他也没有传达1945年美国提出的战后保留岛上基地的提议的重要部分。1946年，拉斯穆森访问华盛顿，希望废除1941年的协议。由于考夫曼的口是心非，他不明白为何丹麦政府此前在这方面的提议没有得到任何进展。
1947年1月，《时代》杂志报道了美国军方对格陵兰岛的购买兴趣，称兰辛放弃美国对“世界上最大的岛屿和固定航空母舰”的所有权是错误的。该杂志预测，格陵兰岛“在未来几年内将与阿拉斯加一样有价值”，用于国防。《时代》杂志指出，尽管丹麦有民族自豪感，但“丹麦欠美国投资者7000万美元”，而该国美元短缺，哥本哈根有传言称，该岛的价格将达到10亿美元（即现时的110亿美元），几乎是丹麦从马歇尔计划获得的援助的四倍。
出售格陵兰岛可能会让丹麦更容易恢复传统的中立立场，并为该国提供战后急需的资金。然而丹麦所有政党听到传言后均拒绝出售该岛。詹斯·松德鲁普在1947年的预算辩论中表示：
报纸上一直有传言说美国希望收购格陵兰岛。可以说，美元霸权即将成为所有领域的主要因素。我不知道有任何关于购买格陵兰岛的计划，但我认为我们肯定不会在这方面采取任何行动。如果格陵兰人希望建立另一种关系或脱离格陵兰岛，那就另当别论了，但在这方面，任何形式的金融交易都是不可能的。
拉斯穆森在辩论中回应说，这个想法很荒谬，并表示丹麦不愿以任何方式割让格陵兰岛的主权。西印度群岛仅是丹麦人的一项投资，但从 19世纪丹麦黄金时代开始，他们将包括格陵兰岛在内的丹麦在北大西洋的海外殖民地视为其维京历史和民族认同的一部分。该岛对丹麦来说就像英国对英属印度的统治一样，丹麦人对其人民有一种家长式的、“白人的负担”式的责任感。虽然格陵兰岛对丹麦经济没有贡献，但丹麦计划在格陵兰扩大贸易和资源开采。
美国提出购买格陵兰岛，等于告诉丹麦，格陵兰不可能永远离开。丹麦直到十年后才完全理解该岛对美国的战略重要性。丹麦政府本身的国家安全观更加狭隘，并没有将格陵兰岛视为其一部分。1941年协议的法律地位尚未确定，美国仍在敦促购买，丹麦拒绝了这一提议，直到1960年代，事态才得以维持原状。
1947年11月丹麦议会选举后，汉斯·赫托夫·汉森的新政府延续并扩大了考夫曼的两面策略。丹麦政府对公众坚称美国将如预期那样撤出格陵兰。赫德托夫特政府对美国表示，其个人立场是美国将继续驻扎该岛。其个人立场是说服美国撤军。考夫曼同样继续推行自己的个人议程。丹麦政府在一点上并不两面：它不会直接将格陵兰割让给外国
马维尔告诉拉斯穆森说，他不应该做任何会导致拉斯穆森与伯恩斯会面时发生的事被泄露的事。作为自身策略的一部分，丹麦政府向公众隐瞒了美国的利益。1947年的报价一直保密到1970年代，1991年《日德兰邮报》对此进行了报道。

### 冷战与1955年提议

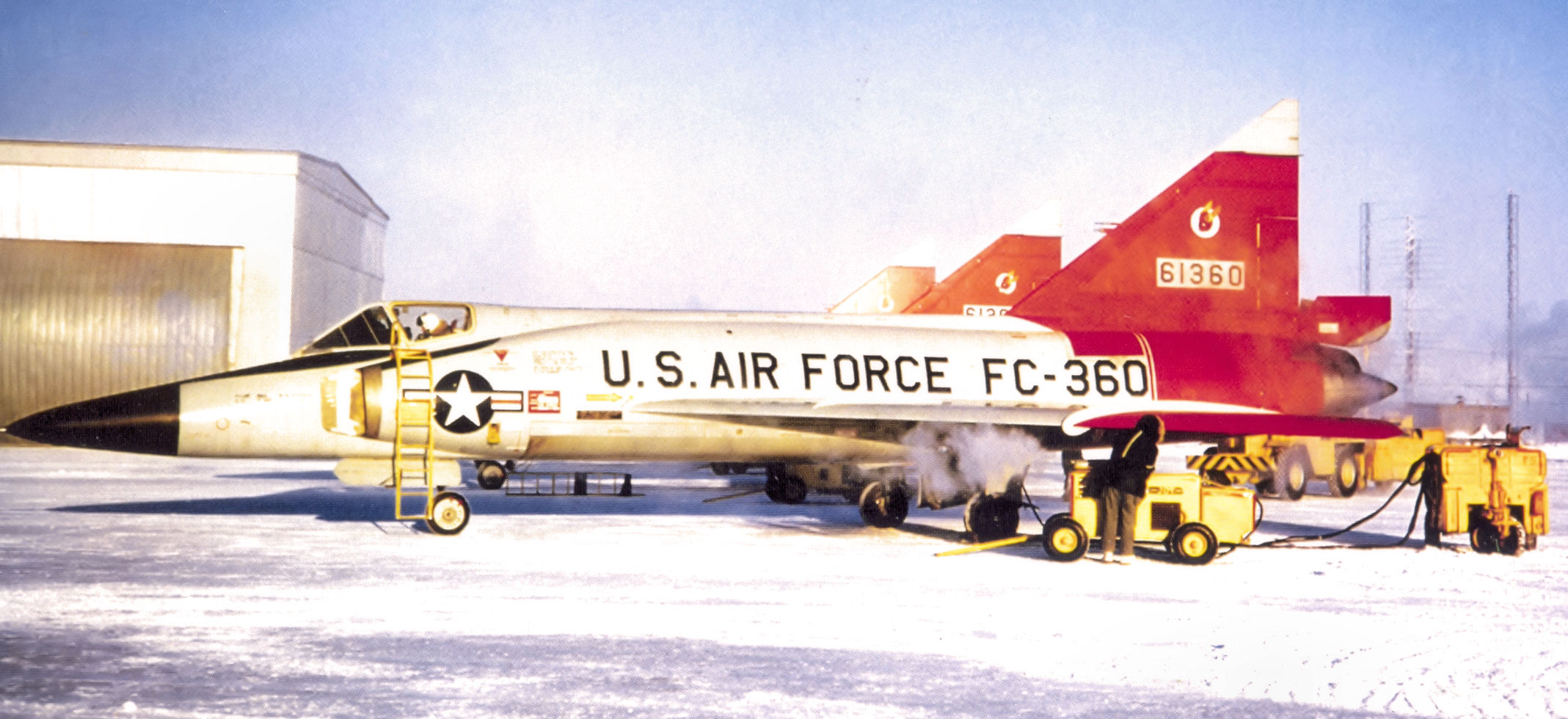
1958年圖勒空軍基地的一架美國空軍攔截機

1950年，一位學者寫道，儘管丹麥官方否認美國購買格陵蘭島的傳聞，但由於格陵蘭島對丹麥來說花費巨大，且具有戰略重要性，「將該島出售給美國的可能性仍然很大」。
戰後的丹麥無力保衛比本土面積大50倍、冰雪覆蓋的島嶼格陵蘭。1951年4月，丹麥和美國簽署了《格陵蘭防禦協議》。該協議取代了1941年的協議，允許後者保留其在格陵蘭的軍事基地，並在北約認為必要時建立新的基地或「防禦區」。美軍可以自由使用和在這些防禦區之間移動，但不能侵犯丹麥在格陵蘭的主權。只要北約條約仍然有效，那么協議就有效。丹麥認識到，即使沒有該協議，格陵蘭島也會與美國更加親近，無論是作為名義上的獨立國家，還是像波多黎各那樣與美國建立聯繫。五角大廈告訴總統德懷特·艾森豪，丹麥人「非常合作，允許美國在格陵蘭島採取相當大的自由行動」。一位丹麥學者後來撰文指出，冷戰期間該國對該島的主權是虛構的，而美國才是事實上的行使主權。英國廣播公司撰文稱，1951年協議「實際上給了美國一切它想要的東西」。1955年，美國參謀長聯席會議還是向艾森豪提議，美國應該再次嘗試購買格陵蘭島，並寫道：「主權是確保一塊領土及其資源在需要時可用於軍事用途的最堅實基礎。美國對格陵蘭島的主權將消除人們對其無條件提供軍事基地的任何疑慮」。
1953年左右，美国在蓝鸟行动中在格陵兰岛北部建造图勒空军基地。自1959年起，格陵兰岛成为北美防空司令部的一部分。图勒基地雇佣了1,000多名格陵兰人，并有近10,000名美国人员，与约50个其他美国基地执行的任务包括追踪GIUK缺口中的苏联潜艇。世纪营是一项极地工程实验，预示月球殖民化。被取消的冰虫计划将在冰下部署600枚民兵导弹。
随着葡萄牙帝国的萎缩，拥有格陵兰岛的丹麦帝国成为了世界上最大的帝国。1970年代，副总统纳尔逊·洛克菲勒建议购买格陵兰岛进行采矿。洛克菲勒的演讲撰稿人约瑟夫·E·佩尔西科于1982年在其著作《帝国洛克菲勒》（The Imperial Rockefeller）中首次公开报道了这一提议。1975年，C.L.苏兹伯格撰文肯定了美国的普遍立场，即格陵兰岛“必须受到门罗主义的保护”，并认为该岛不可能独立运作，指出“25%的岛民患有性病”。1990年，帕特·布坎南表示，美国扩张到包括格陵兰岛“并不是一个疯狂的梦想”，只需要“耐心”。
冷战后，美国对格陵兰的兴趣急剧下降；北美防空司令部雷达被废弃，“但美国最北端的空军基地图勒拥有传感器网络，可以提供导弹预警和太空监视与控制”。自2004年以来，图勒一直是美国唯一的基地，驻扎数百名美国人。据报道，冷战后美国对该岛的冷淡令许多格陵兰人感到失望；直至2004年，美国资助气候研究和奖学金的提议仍未成功。

### 21世纪

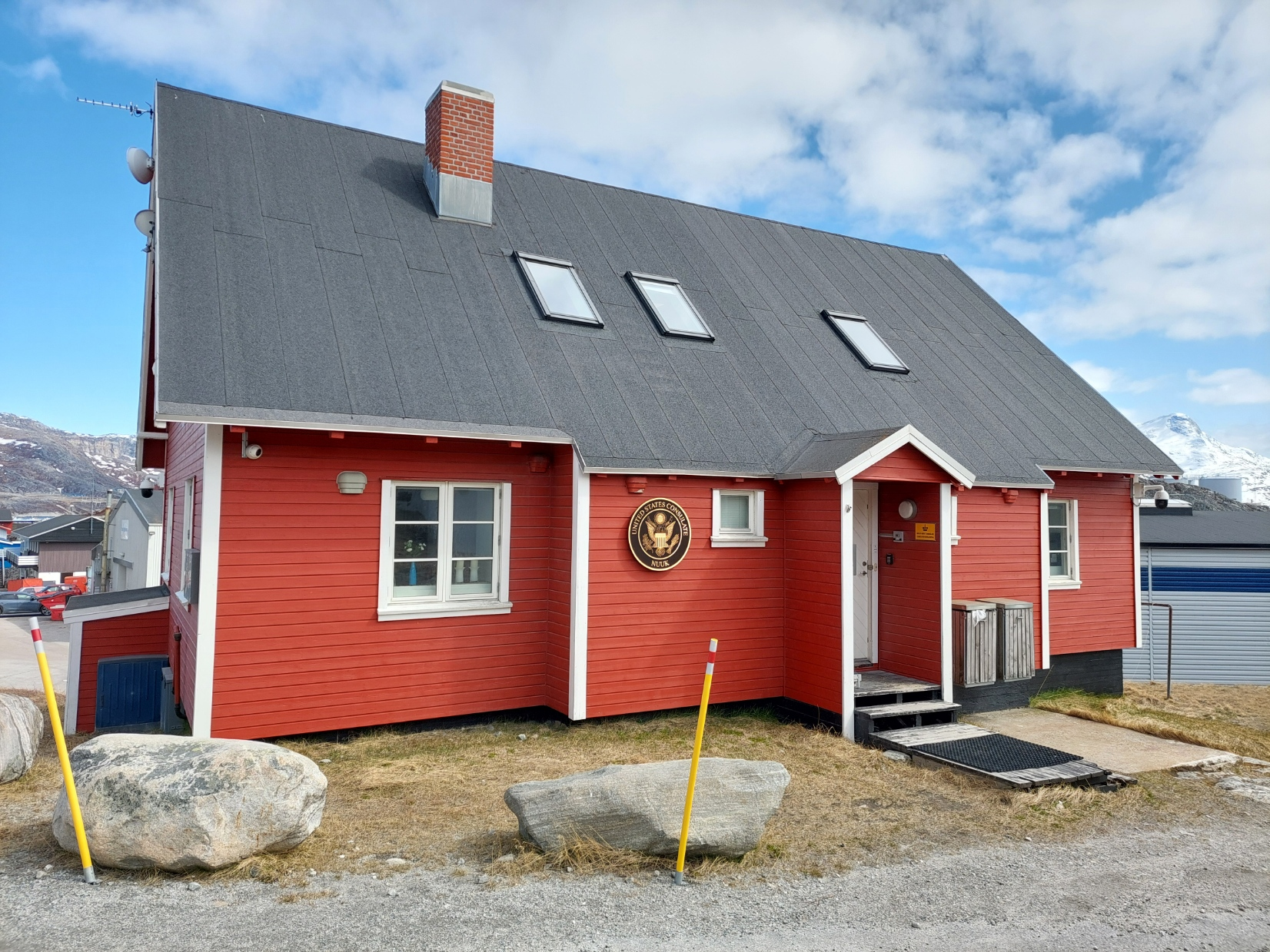
2020年，美国60多年来首次在格陵兰开设领事馆

21世纪初，美国、俄罗斯和中国加大了对格陵兰和北极地缘政治的关注。美国国务卿希拉里·克林顿和俄罗斯外长谢尔盖·拉夫罗夫出席了2010年北极五国会议。拉斯穆斯·尼尔森在2019年表示：“过去几年，我们可以看到美国对（格陵兰）的关注度和参与度有所提高。你可以感觉到美国真的开始意识到北极的现实——一部分是因为俄罗斯，另一部分是因为中国”。
美国驻丹麦大使詹姆斯·P·凯恩于2007年撰文称，格陵兰独立是不可避免的。美国有机会影响一个新国家的结构，因此应做好准备，在格陵兰获得自治后直接与格陵兰沟通。凯恩写道，美国正在进行的教育、文化和科学项目加强了与未来国家的关系，并将中国排除在外。
格陵兰岛对美国和北约安全仍为重要；海军战争学院的沃尔特·伯布里克在2019年表示：“谁控制了格陵兰岛，谁就控制了北极。它是北极乃至世界上最重要的战略要地”。美国强调格陵兰岛位于北美的地理位置，美国外交和军事官员以及美国地质调查局频繁访问该岛。2018年，美国重建了负责北大西洋的美国第二舰队；伯布里克提议将舰队驻扎在格陵兰岛，国防部负责政策的副部长约翰·鲁德签署一项投资两用基础设施的协议。哥本哈根大学的亨里克·布赖滕巴赫表示，格陵兰对该协议表示欢迎，这是美国日益重视保卫北美的一部分。根据《2020财政年度国防授权法案》，美国可能在该岛建造新的战略北极港口。
2019年，格陵兰请求美国进行空中勘测。该计划在特朗普政府的购买计划之前实施，但实施时间晚于特朗普政府，美国海军使用高光谱成像技术对加达进行勘测，美国地质调查局对数据进行解读，以寻找矿产资源。2020年4月，格陵兰接受了1210万美元的美国拨款。2019年12月，丹麦批准特朗普政府在格陵兰设立领事馆的请求。领事馆于二战期间首次设立，1953年关闭，于2020年6月重新开放，此前一天，特朗普政府宣布将建造一支新的破冰船队。华莱士北极安全研究所的尼克·索尔海姆表示，这两项行动“是我们过去40年来在北极政策方面所做的最重大的事情”。

### 唐纳德·特朗普的提议
自2019年以来，揭示美国总统唐纳德·特朗普在其第一任期内强调美国应该控制格陵兰岛，且自2025年其第二任期就任以来提及更为频繁。据报道，他认为扩大美国不仅对国家安全至关重要，也是加强其作为总统的历史遗产的一种方式，类似于前任威廉·麦金莱为美国获取新领土的方式。

#### 第一任期

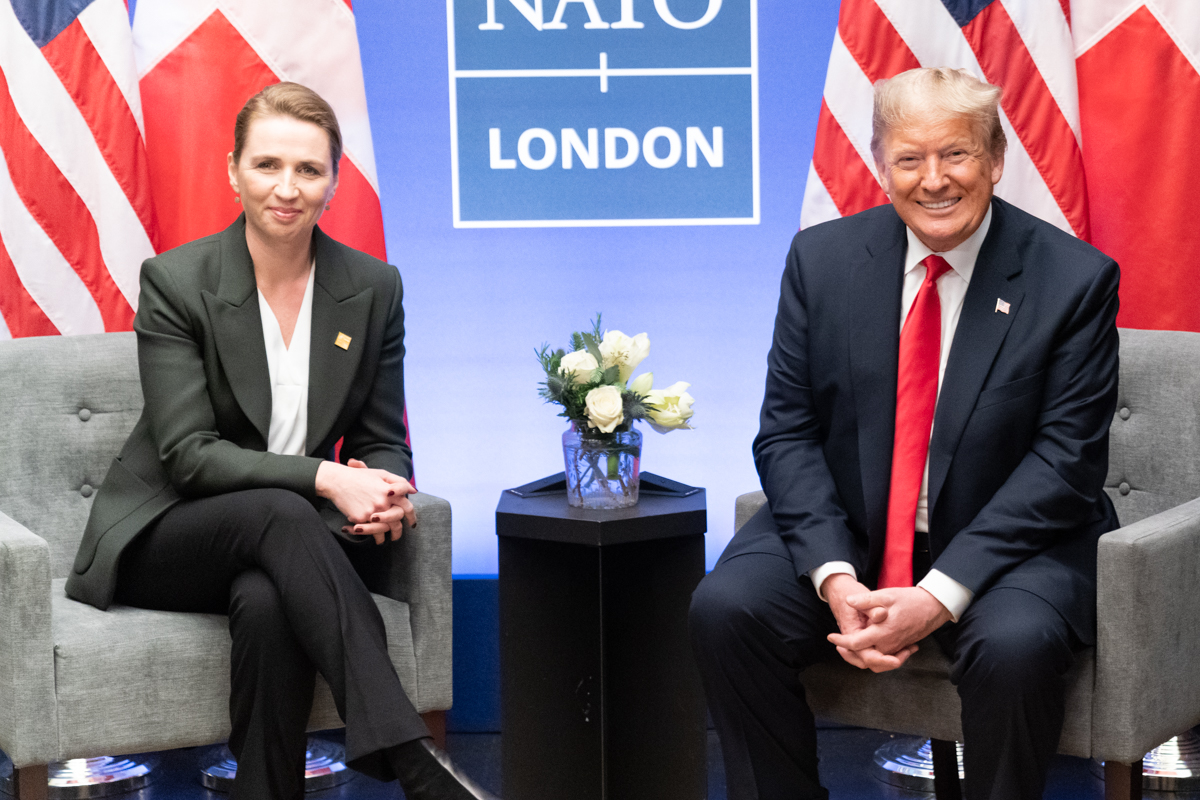
2019年8月，特朗普取消对丹麦的国事访问，原因是梅特·弗雷德里克森（左）发表言论称购买格陵兰岛的可能性“是荒谬的”。

据报道，特朗普自2017年以来一直在讨论收购格陵兰岛的问题，罗纳德·兰黛向特朗普建议美国购买格陵兰岛，并提出充当与丹麦政府的秘密渠道。特朗普后来声称这个想法是他个人的灵感，并指派国家安全顾问约翰·博尔顿对其进行研究。博尔顿指派菲奥娜·希尔制定该提案，组建了一个小团队讨论各种方案，并与丹麦大使进行了秘密会谈。特朗普多次建议用联邦资金让波多黎各购买格陵兰岛，并讨论用该岛换取领土。特朗普后来在接受《纽约时报》记者彼得·贝克和苏珊·格拉瑟采访时表示，他对这笔交易很着迷，因为该岛的面积很大，他认为这是一笔伟大的房地产交易，将确保他在历史上的地位。
特朗普与高级顾问和参议员汤姆·科顿讨论了购买格陵兰岛的想法，后者于2018年8月向丹麦大使拉尔斯·格特·洛斯提议购买该岛。2019年7月，澳大利亚地质学家格雷格·巴恩斯在白宫与 20 名政府官员讨论了该岛的稀土问题。据报道，包括海洋和国际环境与科学事务局在内的支持收购的人士讨论了扩大美国与该岛的伙伴关系，包括可能的收购。一位官员表示，美国对格陵兰岛的补贴可以比丹麦多得多；截至2020年1月，这笔补贴还不到德克萨斯州埃尔帕索的年度预算。科顿表示，他向总统建议购买格陵兰岛是因为该岛对美国国家安全的重要性和巨大的经济潜力。
2019年8月，《华尔街日报》报道特朗普的讨论，格陵兰总理金·基尔森、格陵兰外交部长安妮·隆·巴格尔、丹麦议会的格陵兰代表、丹麦首相梅特·弗雷德里克森、前首相兼反对党领袖拉爾斯·勒克·拉斯穆森以及其他政党的成员都拒绝出售提议。他们的声明从简单的外交评论到强烈拒绝，称出售格陵兰及其人民的想法“完全荒谬”。一些人认为特朗普的提议一定是个笑话。已经在格陵兰的弗雷德里克森称“这是一场荒谬的讨论”，因为“格陵兰是非卖品。格陵兰不是丹麦的。格陵兰是格陵兰人的”。丹麦首相强调丹麦希望继续保持密切的丹麦与美国关系，并表示愿意增加美国的军事存在。
2019年8月20日，特朗普取消了美国对丹麦的国事访问计划，原因是弗雷德里克森发表拒绝出售格陵兰可能性的言论。此前不久，美国驻丹麦大使卡拉·桑兹在推特上发文称“丹麦已准备好迎接美国总统特朗普的访问！我们是伙伴、盟友、朋友”，据报道，这让丹麦政府感到惊讶和困惑。丹麦政府迅速表达了对美国政策的支持，包括北极政策；次日，弗雷德里克森邀请美国在北极事务上“加强合作”。在重申格陵兰岛是非卖品后，弗雷德里克森用英语重申了她关于美国联盟重要性的声明，以确保美国官员听到她的言论。丹麦安抚大国的尝试显然奏效；当天晚些时候，美国国务卿迈克·蓬佩奥致电丹麦外交部长耶佩·科福德，赞扬丹麦与美国在北极地区的合作以及两国之间的联盟关系。双方还确认了加强该地区合作的意图。丹麦分析师克里斯蒂安·穆里岑表示，蓬佩奥帮助弗雷德里克森“与特朗普和解”，避免了“对丹麦来说正在成为一个非常大的问题”的问题。
一名驻北京的外交官表示，特朗普提出购买格陵兰岛时很可能想到了中国。博·利德加德表示，总统的意向表明“美国无意离开……格陵兰对此无能为力。丹麦也无能为力”，自1941年以来也是如此。他补充说：“这就是这个世界的现状，最终由最强大的国家来做决定”，而中国和俄罗斯是更糟糕的选择。”哥本哈根大学的安德烈亚斯·博耶·福斯比表示，特朗普的意向“向中国和丹麦发出了一个非常明确的信号，即格陵兰岛是美国专属战略区的一部分”。丹麦皇家海军前负责人尼尔斯·王海军上将表示：“特朗普的做法可能有点古怪，但它确实向俄罗斯和中国发出了一个严肃的信号——不要在格陵兰岛问题上惹我们。这将彻底改变游戏规则。”
美国购买格陵兰岛的支持者在官方文件中没有提到格陵兰独立运动，以避免惹恼丹麦人。因为格陵兰岛可以宣布独立，所以它可以与美国结盟。奥尔堡大学的乌尔里克·普拉姆·加德说：“特朗普能够购买格陵兰岛的唯一方法就是给他们一个他们无法拒绝的提议。”丹麦皇家国防学院的乔恩·拉贝克-克莱门森预测丹麦的谈判会很艰难。他预计格陵兰岛将向丹麦和美国寻求外交和经济利益，格陵兰和美国可能会进行双边谈判。《伦敦全球主义者》同意他们应该在没有丹麦的情况下进行谈判，并建议“美国应该明确表示……这项（补贴）将大幅增加，无论这种手段多么生硬和不体面”。
奥胡斯大学的托尔斯滕·博林·奥尔森表示，格陵兰人可以在与丹麦谈判时利用美国加入的可能性。《塞米西亚克报》主编保罗·克拉鲁普表示，美国的利益引发了一场新的国内辩论，可能导致该岛变得更加自治或独立于丹麦。他说，格陵兰人不想向美国出售，而是希望作为平等伙伴进行合作，建议特朗普访问该岛而不是丹麦进行谈判。虽然大多数格陵兰人更喜欢丹麦而不是美国，但大多数人更喜欢后者而不是中国。另一位格陵兰人希望特朗普的利益能让丹麦“醒悟过来，对格陵兰表示一些尊重。很多丹麦人认为这里的每个人都只是喝醉的因纽特人。但现在美国想买下我们，也许他们能看到这里有很多价值”。而第三者表示，“数百年来，丹麦人从格陵兰岛赚取了数十亿克朗”，却忽视了格陵兰人，并希望美国的关注能让丹麦在与丹麦谈判时拥有更多筹码。
克拉鲁普说，格陵兰人也对丹麦在没有他们参与的情况下讨论格陵兰岛感到愤怒。虽然特朗普需要“改变态度”，但克拉鲁普希望总统的利益能改变该岛的政治局势。在格陵兰政客中，丹麦议会议员阿贾·开姆尼茨·拉尔森表示，由于特朗普的存在，丹麦政府已经对格陵兰岛采取了不同的态度。加德说，弗雷德里克森的“格陵兰不是丹麦的。格陵兰是格陵兰的”声明是丹麦总理第一次表示该岛对外交或安全问题有一定的控制权。纳莱拉克党的佩莱·布罗伯格表示，由于美国愿意取代丹麦的补贴，格陵兰有了另一种选择，可以避免丹麦对格陵兰独立的漠不关心。在拒绝购买的同时，他说丹麦并不比美国好，美国已经可以在格陵兰为所欲为。他提议格陵兰根据丹麦法律启动独立程序，并直接与美国谈判，争取美国的军事和财政支持。民主党人斯汀·林格表示同意，并表示格陵兰应利用特朗普的提议，摆脱丹麦的补贴。
合作党的蒂莉·马丁努森不同意用其他国家的补贴取代丹麦的补贴，并警告称，与美国结盟将给格陵兰岛的教育和医疗保健带来风险。前进党认为布罗伯格的提议不合适，并表示格陵兰需要在没有任何补贴的情况下独立，该岛应该与丹麦和美国进行更多合作。阿塔苏特党表示，留在丹麦王国是更好的选择，因为与美国结盟将失去补贴、其他丹麦援助和议会代表权等好处。丹麦人民党的索伦·埃斯珀森称布罗伯格想脱离丹麦王国的想法很天真，并表示格陵兰独立后“美国会一口吞下格陵兰”，不会取代丹麦的补贴。丹麦社会自由党前外交部长马丁·利德高也建议格陵兰不要与美国谈判补贴，因为“美国不是那种无偿给予物资的国家”。因纽特人北极会议前主席阿卡鲁克·林格反对与美国结盟，称美国提议是对丹麦主权和格陵兰独立的攻击。

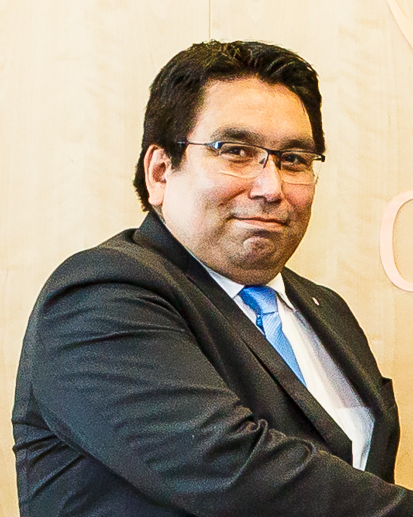
丹麦议员索伦·埃斯珀森指控格陵兰财政部长维图斯·库贾基索克（如图）绕过丹麦，与美国官员就该岛的未来进行秘密谈判。

格陵兰岛民希望特朗普的利益宣传能增加外界对格陵兰的投资和旅游业。努克的一家房地产公司报告称，特朗普提出提议后一周内，国际咨询量从一年一两次增加到十次。克拉鲁普表示，特朗普总统“帮了我们一个大忙，他让全世界都知道了格陵兰。这是我们能得到的最好的广告”。克拉鲁普说，该岛需要美国的投资和机场、道路和美国航线的补贴，这也将使格陵兰更加独立于丹麦。在总统开玩笑说他不会在格陵兰建造特朗普大厦后，北欧旅行社发现人们对该岛旅游业的兴趣明显增加；克拉鲁普说，格陵兰人很喜欢这个笑话，并将其解读为特朗普说他不想摧毁格陵兰文化。格陵兰旅游局在其网站上列出了特朗普的提议以及美国之前对该岛的兴趣。
马丁·利德加德、《周末报》、Breitenbauch和丹麦国际问题研究所的汉斯·莫里岑等人表示，特朗普迫使丹麦不再像往常一样忽视格陵兰，并将两者分开看待。基尔森和弗雷德里克森可能会支持增加美国基地；Breitenbauch表示，由于美国是丹麦最重要的安全伙伴，特朗普可能要求丹麦在履行威尔士峰会宣言（国防开支占GDP的2%）和保留格陵兰之间做出选择，这对丹麦来说是一场噩梦。Breitenbauch表示，无论格陵兰岛是独立还是隶属于丹麦或美国，美国都将继续保持军事优势，并限制影响国家安全的外国投资。
重新开放领事馆增加了美国对岛民的影响力，这也符合凯恩2007年提出的与格陵兰直接沟通的提议。美国副总统迈克·彭斯表示，重新开放领事馆是“政府加强我们在北极地区参与的努力的顶峰”。拉森在2019年10月表示，领事馆是“美国大规模魅力攻势和外交‘软实力’的一部分”，由于丹麦忽视其在格陵兰的责任，该岛的大多数人可能会在五到十年内支持美国吞并。埃斯珀森11月指责格陵兰财政部长维图斯·库贾基索克与美国官员进行秘密双边谈判，无视丹麦对外交和安全政策的权威。作为“美国魅力攻势”的一部分，埃斯珀森表示，自2007年凯恩的提议以来，各国大使“有条不紊地为格陵兰宣布独立的那一天做准备——这样美国就可以同时占领该岛”。他要求格陵兰在丹麦和美国之间做出选择。库贾基索克否认了这一说法，并表示他与美国会晤的日程安排是公开的。马丁·利德加德在批评埃斯珀森不信任该岛官员的同时表示，美国“对……格陵兰和北极有着强烈的兴趣”。
特朗普于2021年的一次采访中表示，在《华尔街日报》于2019年8月公开泄露该提案后，丹麦政府“失去了政治勇气”。特朗普任命的美国北极研究委员会官员汤姆·丹斯在2025年表示，他在格陵兰岛工作到特朗普第一届政府的最后一天。

#### 第二任期
拜登政府鼓励西方国家在格陵兰岛进行矿业投资。2024年，美国和丹麦官员多次告诉地质学家巴恩斯的公司Tanbreez Mining（该岛最大的稀土矿床的开发商），不要将该项目出售给中国开发商。据报道，Tanbreez将该项目出售给美国Critical Metals公司，价格远低于中国人的出价。美国的压力类似于美国阻止中国在非洲铜带影响力的类似努力。
在特朗普2024年11月再度胜选的前一周，为可能的过渡做准备的组织“美国时刻”的联合创始人尼克·索尔海姆就收购格陵兰岛发表了演讲，并告诉与会者特朗普对这个想法非常认真。据报道，他引用了《宅地法》，暗示政府将鼓励美国人在该岛定居。
选举后不久，特朗普的盟友众议员迈克·柯林斯在选举团地图上贴出一张格陵兰岛的照片，指其在“2029计划”中投票给共和党，暗示特朗普将在第二任期内再次竞标购买格陵兰岛。“购买格陵兰岛”出现在新一届政府在大选后准备的一份外交政策目标清单上，过渡团队开始与私营企业讨论在格陵兰岛的商业机会，其中包括 Critical Metals 公司。加德表示，格陵兰岛曾与前两届美国政府讨论过他们的关系，并意识到“美国永远不会离开”。
2024年12月22日，特朗普在“真实社交”上发帖称，美国“拥有和控制格陵兰岛是绝对必要的”，理由是出于“国家安全”和“全世界的自由”。他还宣布任命肯·豪厄里为驻丹麦大使；豪厄里曾任美国驻瑞典大使。唐纳德·特朗普的儿子埃里克·特朗普在X上发帖，配文“我们回来了！！！”，并将巴拿马运河、格陵兰岛和加拿大的地图轮廓图作为模拟亚马逊购物车中的商品展示，同时还附上了一张他父亲打开手机屏幕查看手机的图片。格陵兰总理穆特·博鲁普·埃格德回应上述言论时写道：“格陵兰岛是我们的。我们不会出售，也永远不会出售。我们绝不能输掉我们长期争取自由的斗争”。丹麦的弗雷德里克森重复了她2019年的言论。丹麦国防部长特罗尔斯·伦德·波尔森在特朗普发表评论后宣布，格陵兰的国防开支将增加“数亿克朗”（8.76亿至87亿美元）。
2025年，丹麦国王弗雷德里克十世在其首次演讲中似乎驳斥了特朗普提出的拥有格陵兰岛的提议。他表示：“我们团结一致，每个人都致力于丹麦王国，从南石勒苏益格的丹麦少数民族一直到格陵兰岛。我们属于彼此。” 王室还下令修改丹麦皇家纹章，将格陵兰岛纳入纹章中，使其更加醒目。
在特朗普发表关于格陵兰岛的圣诞节致辞后，格陵兰财政部长埃里克·延森邀请特朗普访问该岛（以Siumut主席的身份，而非代表政府）。1月7日，小唐纳德·特朗普抵达格陵兰，但并未与延森或格陵兰政府会面。他的向导是支持特朗普的岛民约尔根·博阿森，他打算以亲美的政纲参加2025年4月的选举，尽管他也表示反对美国收购格陵兰岛。
小特朗普先于其父在佛罗里达举行新闻发布会。特朗普在会上宣布，如果丹麦拒绝将格陵兰划归美国领土，他将对丹麦征收“非常高”的关税。特朗普质疑丹麦在格陵兰主权的法律地位，并以国家和经济安全原因为由，拒绝排除对丹麦采取经济或军事行动的可能性。埃格德敦促格陵兰人保持冷静：“昨天的声明当然令人担忧。然而，作为一个国家，我们有必要不仓促行事”。特朗普可能会动用1977年的《国际紧急经济权力法》提高丹麦商品的关税，例如诺和诺德的药物奥泽匹克；2024年的一项研究估计，如果美国对欧盟进口产品征收10%的关税，丹麦的GDP将下降3%。相反，与丹麦就格陵兰岛达成的协议可能包括为丹麦药品提供优惠的医疗保险和医疗补助待遇。1月16日，诺和诺德、维斯塔斯和嘉士伯等丹麦主要公司的首席执行官在国务部召开危机会议，讨论这一局势。
小特朗普抵达努克受到当地居民的热烈欢迎，其中一些人反对吞并，但他们还是参加了会议，因为“有来自美国的客人令人兴奋”。唐纳德·特朗普打电话记录了小特朗普在汉斯·埃格德酒店与努克当地居民（包括无家可归者和其他社会弱势群体居民以及一名努克毒贩）共进午餐的情景。在午餐中，特朗普宣称格陵兰“是一个非常特别的地方”，美国会“善待你们”。布鲁格塞尼（Brugseni）超市的员工证实，小特朗普的公关团队在超市外向人们分发了“让美国再次伟大”的帽子，并为这些人提供了在酒店的免费午餐，其中几位还出现在小特朗普访问的宣传照片中；一位当地与会者说，小特朗普的团队邀请他到当地最好的餐厅吃饭。小特朗普表示，丹麦人对格陵兰人有种族歧视，并且待遇很差，他同意开姆尼茨和洛克的观点。1月14日，与特朗普有关联的“尼尔克男孩”也来到戈特霍布，向当地人分发美元钞票。
弗雷德里克森的首要任务是与美国保持良好关系，因为80年来“格陵兰地图”易货贸易对丹麦安全至关重要，而美国也是丹麦最大的贸易伙伴。弗雷德里克森请求与特朗普会面。丹麦政府私下向特朗普助理重申格陵兰岛不会出售，但将讨论增加美国军事存在或任何其他要求。丹麦希望说服特朗普，美国无需拥有格陵兰岛。1月15日，弗雷德里克森与特朗普进行了45分钟的电话交谈。随后弗雷德里克森表示：“没有理由相信[...]特朗普在关于他对格陵兰岛日益增长的兴趣的言论中不是认真的。”两天后，外交大臣拉爾斯·勒克·拉斯穆森告诉《政治报》：“我并不认为她进行那次谈话是件好事，因为这样一来，问题就解决了。”《金融时报》报道称，“五位听取了此次通话简报的现任和前任欧洲高级官员表示，通话结果非常糟糕”。其中一位官员表示，“通话意图非常明确，他们想要（格陵兰岛）。”另一位官员则表示，“丹麦人对此感到非常恐慌”。据消息人士透露，特朗普威胁要对丹麦征收“定向关税”。弗雷德里克森办公室表示，“不认可匿名消息人士对通话内容的解读”。
美国联邦参议员约翰·费特曼表示，虽然他反对“武力夺取（格陵兰岛）”，但采用与路易斯安那购买案或阿拉斯加购买案相同的模式进行收购将是“合理的对话”。阿拉斯加州的联邦参议员丹·沙利文表示，“如果价格合适，而且丹麦人愿意出售”，他愿意支持其所属的州购买格陵兰岛，并认为两者具有相同的优势。科罗拉多州州长贾雷德·波利斯表示，“如果这是格陵兰人民的选择”，他愿意接受该提议。前国家安全顾问博尔顿表示，虽然他支持美国吞并格陵兰岛的最终目标，但他不同意特朗普的处理方式，并认为需要采取更敏感、更微妙的方式。格陵兰议会议员库诺·芬克尔重申格陵兰岛的目标是独立，同时表示与美国和丹麦签署共同框架协议是可能的，并指出“格陵兰的经济需要多元化……因此，小唐纳德·特朗普，甚至他的父亲和其他（即将上任的）美国政府成员，都作为访客在格陵兰受到热烈欢迎……未来或许还会以更正式的方式进行访问”。1月11日，丹斯抵达努克，芬克尔和博阿森与丹斯会面。2025年1月30日，美国国务卿马尔科·卢比奥证实，特朗普表示他想购买格陵兰岛，并表示“这不是玩笑”。特朗普相信丹麦最终会让步。
特朗普和美国官员的声明引发了《哥本哈根邮报》所称的丹麦“普遍担忧”。弗雷德里克森于1月9日会见反对派领导人，讨论此次危机。反对派议员拉斯穆斯·贾洛夫批评她关于“格陵兰属于格陵兰人”并掌控其未来的立场，称弗雷德里克森应该更明确地声明丹麦反对美国吞并格陵兰。丹麦议会所有左翼政党都支持格陵兰独立，而右翼政党内部则存在分歧。丹麦人民党领袖莫滕·梅塞施密特谴责“格陵兰幻想家”，并表示格陵兰人更喜欢丹麦的社会项目，而不是美国的项目：“格陵兰永远不会独立。我们不妨这么说。格陵兰永远都不会独立。”他还补充说，特朗普必须与丹麦谈判，而不是格陵兰。1月14日，梅塞施密特参加了在海湖庄园举行的亲以色列会议，但并未就此事与特朗普会面，而是与特朗普的前妻马拉·梅普尔斯进行了交谈。
红绿联盟表示，丹麦应暂停一项允许美国军队进入丹麦领土的2023年协议。弗雷德里克森领导的社会民主党发言人拒绝了这一提议，并表示美国对北约和丹麦安全至关重要。1月17日，丹麦外交部前高官裴德盛发表讲话，称这种情况“史无前例”，而前首相赫勒·托宁-施密特的特别顾问诺亚·雷丁顿则将国际社会对丹麦的压力与2005年《日德兰邮报》穆罕默德漫画风波期间的压力进行了比较。
特朗普的提议让格陵兰能够利用美国和丹麦互相对抗。前丹麦国防情报局官员雅各布·卡尔斯博表示：“特朗普绝对是在利用格陵兰的独立诉求。我很容易就能预见到，格陵兰在即将到来的选举后脱离丹麦。”南丹麦大学的彼得·维戈·雅各布森表示，如果特朗普提供的资金超过丹麦目前的补贴，“我很容易就能想象，大多数格陵兰人会宣布独立”。格陵兰内阁部长纳贾·纳撒尼尔森表示，多年来，格陵兰政府一直在寻求与美国或欧盟加强合作，她较少向丹麦媒体谈论格陵兰岛的自然资源、强制宫内节育器事件，以及格陵兰儿童与丹麦父母分离的问题。她表示，格陵兰将利用特朗普的利益在丹麦乃至全世界引发的广泛关注来解决这些丑闻。纳撒尼尔森在《华盛顿邮报》的一篇专栏文章中重申“我们不是丹麦人，也不是美国人”，并要求美国增加采矿和基础设施投资，并指出加拿大和英国公司持有大部分许可证。
加德表示，丹麦现在可能愿意在格陵兰独立后继续补贴一段时间。2025年1月9日，特朗普写道：“格陵兰人民很想成为（美国的一个州）。丹麦或许不喜欢。但那样的话，我们对丹麦就不太满意了。”布罗伯格在声明反对加入美国的同时，也表示特朗普对格陵兰的关注证实了该岛的重要性，其他国家可以帮助格陵兰独立。他说，岛上许多丹麦专业人士不会说格陵兰语，独立的格陵兰会教授英语而不是丹麦语：“那么，无论是美国人、英国人，还是第三个说英语的人成为医生或老师，都变得不那么重要了。到那时，你们就能真正地互相交流了。”1月11日，格陵兰议会所有五个政党的领导人都拒绝了加入美国的想法，但表示有意与美国保持良好关系。
一些欧洲领导人也对特朗普日益坚定地吞并格陵兰岛表示担忧。德米特里·佩斯科夫代表俄罗斯联邦发言，宣称北极是“我们国家利益区”，并表示俄罗斯反对改变现状。法国外交部长让-诺埃尔·巴罗警告特朗普不要威胁欧盟边界。德国总理奥拉夫·朔尔茨在X的一篇文章中表示：“美国最近的言论令人感到不安”。此外，挪威首相约纳斯·加尔·斯特勒、瑞典首相乌尔夫·克里斯特松和英国外交大臣大衛·拉米也对特朗普政府的收购意愿做出了负面反应。
邓迪大学法学院的雅克·哈特曼写道，即使丹麦议会投票反对格陵兰独立，丹麦也无法阻止格陵兰分裂，因为该岛有权单方面宣布独立，而美国很可能会承认独立。格陵兰总理埃格德取消了原定与弗雷德里克十世的会面，原定会面时间与小特朗普访问日期一致，官员们将此归咎于日程安排冲突，但《哥本哈根邮报》指出这“并非正常现象”。与国王的会面不久后重新安排，比最初计划晚了四个小时；王室历史学家塞巴斯蒂安·奥尔登-约尔根森表示，埃格德重新安排会面是为了证明他没有“向丹麦低头”。在1月10日原定举行的联合新闻发布会上，弗雷德里克森和埃格德表示，即将上任的特朗普政府也没有与他们联系。“维持现状不是一种选择”，后者说道：“格陵兰是格陵兰人民的。我们不想成为丹麦人，也不想成为美国人。我们想成为格陵兰人。”但他理解美国对其岛屿的战略利益。埃格德表示，他希望能够在没有丹麦大使在场的情况下与外国领导人对话。《政治报》的伊丽莎白·斯瓦内认为，埃格德最近语气有所缓和，形容他的语气是“是的，我们想要独立，但这是长远的”。马克·莱博维奇写道，埃格德似乎不知所措，对特朗普突然引起全球对他和他的岛屿的巨大关注感到遗憾。
弗雷德里克森认为美国对格陵兰的兴趣是积极的，因为这促使格陵兰岛和丹麦重新评估彼此。她表示，格陵兰岛的独立愿望“合法且可以理解”，但她希望格陵兰岛留在丹麦王国境内。加德表示，弗雷德里克森与前几届丹麦政府不同，并不完全反对丹麦与格陵兰岛签署《联合北极协议》。这位学者表示，考虑到与特朗普的讨论，她可能会认为与格陵兰岛保持更宽松的关系比完全失去丹麦在北极的角色更好。丹斯和博阿森于1月13日前往美国，此前他们组织了一个格陵兰代表团参加唐纳德·特朗普的第二次就职典礼，而布罗伯格则参加了议会为特朗普就职演说而设立的观礼派对，以防总统提及格陵兰岛。但布罗伯格仍然对特朗普的兴趣表示欢迎，因为这既增加了该岛的价值，也用莱博维奇的话说“吓坏了丹麦”。1月26日，弗雷德里克森与其他北欧领导人共进晚餐，1月28日会见朔尔茨、法国总统埃马纽埃尔·马克龙和北约秘书长马克·吕特，讨论这场危机。
美国空军退役将军菲利普·布里德洛夫援引西北航道、GIUK缺口和导弹防御系统表示：“确保格陵兰岛向西方倾斜至关重要”。前欧洲盟军最高司令部司令表示，美国无需拥有该岛即可实现这一目标，并对美国和丹麦之间“粗暴的公开对话”表示谴责，但他同时表示：“至关重要的是，我们不能允许俄罗斯和中国的影响力扩张。”美国海军退役上将詹姆斯·斯塔夫里迪斯表示，格陵兰岛“是一块极其宝贵的土地”，因为它具有战略位置、自然资源以及气候变化后农业发展的潜力。由于他不指望美国获得该岛，并反对独立，前欧洲盟军最高司令部司令建议美国改善该岛的基础设施、警察、军事和旅游业。《北极安全中的格陵兰》一书的作者加德表示，虽然GIUK缺口和Pituffik对美国国家安全至关重要，但“美国、丹麦和格陵兰当局迄今为止均未发现任何值得在格陵兰进一步进行军事集结的情况”。
2025年3月4日，特朗普在美国国会发表演讲，宣称“无论如何，我们都要得到”格陵兰岛。2025年3月13日，特朗普在与北约秘书长吕特会晤时表示，他将与北约合作吞并格陵兰岛，并表示他认为吞并格陵兰岛是必然的。吕特回应称，他希望“把这个问题放在一边……我不想把北约卷入其中”，但他同意特朗普关于北极安全合作必要性的观点。2025年3月14日，在2025年格陵兰大选中赢得最多席位的格陵兰民主党领袖延斯-弗雷德里克·尼尔森呼吁组建大联盟，以展现团结一致，共同应对美国的吞并威胁。同日，格陵兰议会五个政党的领导人发表联合声明，驳斥特朗普关于吞并格陵兰的反复言论。丹麦首相弗雷德里克森也发表声明支持格陵兰领导人。3月28日，美国副总统J·D·万斯访问了位于格陵兰岛的美军基地，并呼吁格陵兰岛选择与美国合作，“在美国安全保护伞下比在丹麦安全保护伞下会好得多”。在万斯访问格陵兰岛前，格陵兰总理尼尔森批评万斯对格陵兰岛“缺乏尊重”。

#### 让格陵兰再次伟大法案
2025年1月13日，共和党众议员安迪·奥格斯在美国众议院提出立法，授权美国政府代表美国收购格陵兰岛，并给予国会在格陵兰领土并入美国之前60天的审查期。截至提出之日，该法案已有12位共同提案人，并已提交美国众议院外交委员会审查。
2025年1月26日，前格陵兰部长汤姆·霍伊姆表示，1917年与英国达成的协议仍然有效，如果英国出售岛屿，他们拥有优先购买权。

#### 2025年红、白、蓝之地法案
2025年2月10日，共和党众议员巴迪·卡特提出一项法案，将格陵兰岛更名为“红、白、蓝之地”，并允许特朗普总统“购买或以其他方式获得”格陵兰岛。卡特进一步表示：“当我们的首席谈判代表签署这项具里程碑意義的协议时，我们将自豪地欢迎格陵兰岛人民加入有史以来最自由的国家。特朗普总统正确地将此次购买确定为国家安全优先事项。”该法案规定，美国内政部长办公室在法案通过后六个月内，确保更新联邦文件以反映名称变更。

## 购买价格预估
- 2019年8月，《华盛顿邮报》预估格陵兰岛的收购价格在2亿美元至1.7兆美元之间，中间值估计为426亿美元。较低的数字是基于美国购买阿拉斯加时支付的价格，并根据通胀和土地面积进行了调整后的估值，而较高的数字则基于847倍的市盈率。该报称，考虑到格陵兰岛矿藏的未来估值，以及由于气候变化的影响以及成为美国领土，格陵兰岛可能成为居住地，这一估值可能是合理的[264]。
- 《金融时报》旗下专栏《阿尔法城》（FT Alphaville）预估该土地的价值高达1.1兆美元。其综合分析显示，潜在油田价值3000亿至4000亿美元，稀土矿价值5000亿至7000亿美元，房地产价值2000亿至2200亿美元。该报写道，美国有着“增值型土地收购的历史”，路易斯安那购地案的内部收益率为7.1%，曼哈顿购地案的内部收益率为7.4%，阿拉斯加购地案的内部收益率为9.0%[265]。
- 《24/7华尔街》估计，格陵兰岛的收购价格为5330亿美元，并以怀俄明州作为参照。该报总结道：“如果美国想要格陵兰岛是因为其陆地和近海的战略价值，以及为了投射军事力量，那么5000亿美元的收购价格并不算太高[266]。”
- 《阿尔法城》重申了其对2025年1.1兆美元的预测[267]。
- 《经济学人》使用贴现现金流对格陵兰岛的估值为500亿美元，相当于美国年度国防开支的二十分之，或折合每位居民约100万美元，这还不包括其对美国国家安全的价值：“鉴于该领土的财富和重要性，美国可能会让每一位格陵兰人都成为千万富翁，并且仍然从购买中获得巨大利益[36]。”
- 乔治华盛顿大学的诺埃尔·毛雷尔估计，扣除丹麦继续向格陵兰提供补贴的成本，特许权使用费和采矿税收入将为美国联邦政府带来160亿至200亿美元的收益。考虑到未来可能无法实现的风险，他低估了未来的采矿收入。毛雷尔还估计，根据美国过去对类似领土的出价，格陵兰的额外战略价值将在120亿至240亿美元之间，总价值将在290亿至450亿美元之间，相当于每个格陵兰公民获得51.8万至80.4万美元[268]。
- 信贷咨询公司SwissThink的尼古拉·斯旺表示，由于美国现有的军事存在，该岛的矿产财富更为重要。巴克认为《金融时报》的估值过高，因为政府和私营企业将分享钻探和采矿权的利益。斯旺表示，药品对丹麦经济的重要性强化了特朗普的关税威胁[269]。多项估计一致认为，购买格陵兰岛将是“本世纪的交易”[269][267][36]。

| 来源           | 预估购买价格 （亿美元） |
| -------------- | ----------------------- |
| 《华盛顿邮报》 | 420                     |
| 《金融时报》   | 11000                   |
| 24/7华尔街     | 5330                    |
| 经济学人       | 500                     |
| 诺埃尔·毛雷尔  | 370                     |

## 治理提议
前美国国家安全顾问罗伯特·C·奥布莱恩曾建议美国将格陵兰岛划归阿拉斯加，并指出“格陵兰岛的原住民与阿拉斯加人民有着非常密切的血缘关系”。奥杜邦学会发布的一份报告发现，将阿拉斯加的普通法法律体系与格陵兰岛使用的丹麦民法相协调将带来问题，并且“原住民可能面临与权利、文化保护和社会融合相关的挑战”。该报告还发现，合并两个国家将“为美国带来诸多优势，涵盖经济、战略和环境领域”。
美国海岸警卫队学院北极战略学者巴里·斯科特·泽伦认为，格陵兰岛可以成为美国一个有组织的、非建制的领土，但拥有一条最终被接纳为美国联邦州的清晰路径，“这与阿拉斯加的做法类似”。泽伦认为，“格陵兰因纽特人长期以来饱受忽视，尽管最近获得了自治权，但他们的殖民经历并非完全积极，因此，这种安排或许能让他们在许多方面受益。”

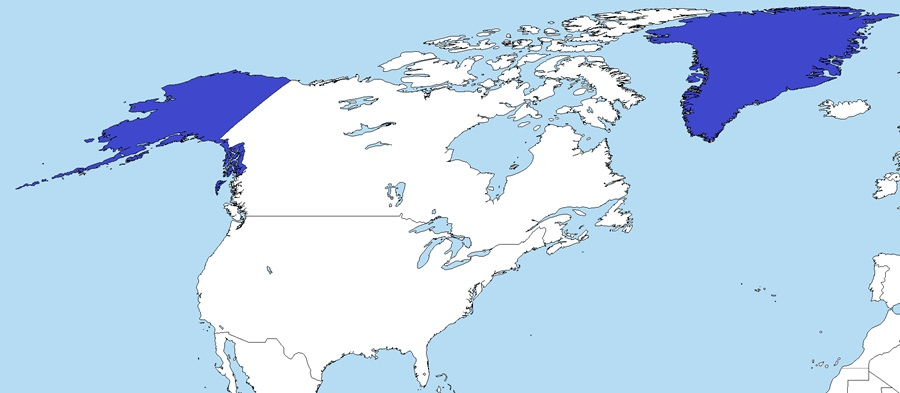
北美洲地图上，蓝色阴影部分代表阿拉斯加和格陵兰岛。罗伯特·C·奥布莱恩建议将格陵兰岛和阿拉斯加合并，组成一个受美国管辖的单一政体。

2024年11月，格雷提议独立的格陵兰与美国签署一份协议，以保证美国提供经济和军事援助，并称其为“世纪交易”。据报道，特朗普政府曾讨论过协议，格陵兰人亦对该提议有所了解，此外，他们自己也在长期内部讨论寻求与丹麦或美国签署协议。
乔什·布莱克曼在沃洛克阴谋中建议，在收购格陵兰岛后，美国国会可以将格陵兰岛纳入第五司法巡回区，他认为该区的法官可能更倾向于允许资源开采。
《国家利益》的特雷弗·菲尔塞斯写道，除了承诺格陵兰岛作为一个自治领土“在美国国旗下的生活将保持不变或改善”之外，特朗普还应该承诺提供比丹麦更大的补贴，并免于遵守《琼斯法案》。

## 强制吞并

### 美国的强制吞并计划
2025年1月8日，在五角大楼举行的新闻发布会上，萨布丽娜·辛格拒绝回答记者的提问。该问题称：“如果接到命令，美国是否有计划武力夺取格陵兰岛？”，并表示将把此事的评论留给“新一届政府”。1月14日，参议员广野庆子问及可能使用军事力量将格陵兰岛并入美国时，时任美国国防部长推定候选人的皮特·赫格塞斯表示，他不会在公开场合提供细节。
2025年1月，时任候任副总统J·D·万斯多次表示，控制格陵兰岛对美国国家安全至关重要，并表示“在格陵兰岛有一项协议可以达成”。
1月15日，在丹麦首相弗雷德里克森与特朗普通电话后，弗雷德里克森确认美国有意收购格陵兰岛，并承诺对丹麦实施惩罚性经济制裁，直到其默许移交该领土。在与议会外交政策委员会的会议上，弗雷德里克森表示，国家正处于“严峻的形势”，“不幸的是，我们可能会面临与美国的经济合作水平低于今天的局面”，她担心丹麦“作为一个国家和一个王国”的国家安全。
在2025年格陵兰大选前，丹麦国防情报局和丹麦安全情报局表示，他们正在积极监视外国可能试图影响选举结果的行为。在接受TV 2采访时，独立分析人士指出美国是在该国采取秘密行动的可能煽动者之一。
美国是丹麦最大的出口市场，占该国所有对外销售产品的17%以上。而丹麦是美国第29大出口市场，占其所有对外销售产品的不到1%。安卓信用保險丹麦国家经理道加德·福尔比表示，美国和欧盟之间的贸易战可能导致通货膨胀上升，并导致原本健康的公司破产。
2025年4月，美国通过外国干涉和社交媒体上的虚假信息活动破坏丹麦王国领土完整的计划被曝光。

### 丹麦的强制吞并计划
哥本哈根大学国防研究员克里斯蒂安·索比·克里斯滕森表示，丹麦“无法独自保卫格陵兰岛免受任何国家的侵扰”，丹麦武装部队“既没有装备，也没有接受过抵抗美国入侵的训练”。加德评论说，美国军方支持的格陵兰岛收购将“是世界上最短的战争，格陵兰岛没有任何防御能力”。丹麦皇家国防学院教授马克·雅各布森认为，“美国已经事实上控制了（格陵兰岛）。”
截至2025年1月，由于向乌克兰转售武器，丹麦的军事库存已严重耗尽。
2025年1月，欧盟委员会发言人表示，如果美国入侵格陵兰，丹麦可以援引欧盟的共同防御条款。布鲁塞尔行政学院的丹尼尔·菲奥特表示，此类诉求“目前的形式毫无意义，因为其背后没有真正的军事力量”。费代丽卡·法齐奥在《爱尔兰法律新闻》上撰文质疑，如果格陵兰被强制吞并，丹麦是否真的可以援引欧盟的共同防御条款，因为该条款是否适用于欧盟成员国的“海外国家和地区”，例如格陵兰，仍是一个悬而未决的问题。法齐奥还指出，到2025年，一些欧盟国家（例如意大利和匈牙利）可能会完全拒绝向丹麦提供援助，“而且没有任何制裁机制可以迫使它们采取其他行动”。2025年1月下旬，欧洲联盟军事委员会主席罗伯特·布里格呼吁欧盟军队驻扎格陵兰。该提议立即遭到丹麦国防部长特罗尔斯·伦德·波尔森的否决。
丹麦是否可以援引北约的共同防御条款来击退另一个北约国家的攻击，在法律上存在不确定性。
除了停止向美国销售Ozempic外，《外交政策》还建议丹麦可以命令马士基和乐高停止为美国客户提供服务，以经济手段阻止美国入侵。

### 法律框架
根据丹麦刑法典，非法威胁丹麦主权或宪法秩序的活动，包括通过外国干涉或试图以非法手段改变领土完整，均根据与国家安全和危害国家安全有关的条款定为犯罪。

## 公众意见

### 格陵兰
《今日北极》于2019年的一篇文章称，大约三分之二的格陵兰人支持“未来某个时候脱离丹麦独立的愿景”，但大多数人认为，如果这导致丹麦停止补助，独立将是不可行的。文章随后指出：“特朗普总统认为，格陵兰岛，包括其所有57,000名居民，他们拥有独特的语言、独特的文化、民主制度以及其他一切，可以像一块简单的房地产一样买卖，这与丹麦和格陵兰当前对正常状态、王国地位、历史价值以及民族间尊重交流的所有观点相冲突，而这些都是我们时代秩序的基础。”
康拉德·阿登纳基金会于2021年对格陵兰岛进行首次外交政策调查，结果显示68%的岛民希望与丹麦加强合作。北极理事会的马丁·布鲁姆表示，这一结果与格陵兰岛对独立的强烈支持并不矛盾，因为许多支持者认为独立后与丹麦的合作对格陵兰岛来说将是自愿的。69%的格陵兰人希望与美国加强合作，75%的人对北约持积极态度。调查发现，85%的岛民希望与加拿大加强合作，布鲁姆将此解读为希望与努纳武特地区的因纽特人建立更紧密的联系，而不是与整个加拿大建立更紧密的联系；他表示：“如果我的预测正确，这可能会让努克一些有影响力的人士感到不安”，他们一直淡化因纽特人的跨国联系，也淡化了对因纽特人北极圈理事会的支持。
2025年1月，美国民意调查公司“爱国者民意调查”（Patriot Polling）对416名格陵兰居民进行民意调查，结果显示57.3%的受访者赞成格陵兰加入美国，37.4%的受访者反对，5.3%的受访者尚未决定。然而，这项民意调查及其背后的公司却遭到都柏林大学学院教授斯科特·卢卡斯的严厉批评，他称这项民意调查非常可疑，批评其缺乏关于受访者是如何被选取的、提出了哪些问题以及统计不确定性的信息。他还指出，背后的公司是一个出于政治目的进行推销式民意调查的初创组织。该组织的首席执行官卢卡·鲁杰里因其与共和党捐助者和政客的关系而受到批评。
2025年1月22日至26日，Verian为格陵兰全国性报纸《塞米恰克报》和丹麦国家报纸《贝林斯基报》对497名格陵兰成年居民进行一项民意调查。结果显示，85%的受访者反对格陵兰脱离丹麦王国并加入美国的提议，6%的人支持该提议，9%的人尚未决定。在同一民意调查中，当被问及他们更倾向于丹麦国籍还是美国国籍时，55%的人倾向于丹麦国籍，8%的人倾向于美国国籍，37%的人尚未决定。此外，该民意调查还探讨了人们对唐纳德·特朗普在格陵兰岛利益的看法：结果显示，45%的受访者认为唐纳德·特朗普在格陵兰岛的利益是一个机遇，43%的人认为这是一个威胁，13%的人回答“不知道”。据报道，统计不确定性在1.9%到4.4%之间。特朗普对格陵兰岛的兴趣加快了格陵兰岛脱离丹麦独立的步伐。
仅有库莱克党的领导人表示支持特朗普，但该党在2025年地区选举中未能赢得任何席位，最终由温和派、高度批评特朗普的民主党人赢得。拥有亲特朗普成员的分离主义政党纳莱拉克党位居第二。

### 美国
萨福克大学于2025年1月对1,000名美国登记选民进行的民意调查发现，约53%的受访者反对收购格陵兰岛，而40%的受访者支持这一想法。
YouGov于2025年1月8日对6933名美国成年人进行的民意调查显示，31%的人“强烈支持”或“有点支持”美国寻求格陵兰岛的所有权，35%的人“强烈反对”或“有点反对”，34%的人不确定。男性、18至29岁人群和美国南部人群中，强烈支持该提案的人数最多。65岁以上人群和美国中西部人群中，强烈反对该提案的人数最多。一周后，YouGov与《经济学人》联合进行的另一项民意调查，对1558名美国成年人进行访问，结果显示28%的人支持美国寻求格陵兰岛的所有权，47%的人反对，25%的人不确定。支持美国拥有格陵兰岛的受访者中，约有四分之一（占所有调查参与者的6%）支持使用军事力量接管格陵兰岛。
益普索于2025年1月20日至21日为路透社进行的另一项民意调查显示，美国成年人对扩大美国领土计划的支持率不高，只有16%的受访者同意美国应该向丹麦施压，迫使丹麦将格陵兰岛出售给美国，21%的受访者同意美国有权扩大其在西半球的领土。

### 丹麦
2025年1月YouGov的一项民意调查发现，近一半的丹麦人认为美国是一个重大威胁，超过了对朝鲜和伊朗的担忧，而78%的人反对将格陵兰岛出售给美国。
为了回应特朗普第二任期内的言论，丹麦居民发起了一次讽刺性的请愿活动，呼吁丹麦从美国购买加利福尼亚州。这份请愿书迅速传播，并吸引了数十万丹麦人签名支持。请愿书恶搞了特朗普担任总统时的言论，并以“让加利福尼亚再次伟大”（Måke Califørnia Great Ægain）为口号，誓言要“让Hygge来到好莱坞，让自行车道来到比佛利山庄，让三明治遍布每个街角”。